# Umberto II di Savoia
Umberto II di Savoia (Umberto Nicola Tommaso Giovanni Maria di Savoia; Racconigi, 15 settembre 1904 – Ginevra, 18 marzo 1983) è stato Principe di Piemonte dal 1904 al 1946, Luogotenente generale del Regno d'Italia dal 5 giugno 1944 al 9 maggio 1946 e infine ultimo Re d'Italia per abdicazione del padre Vittorio Emanuele III dal 9 maggio al 18 giugno 1946. La brevissima durata del suo regno, appena quaranta giorni, gli valse il soprannome di «Re di maggio».
Il 13 giugno 1946, dato l'esito del referendum istituzionale del 2 giugno, il Consiglio dei ministri – con atto che il re definì «rivoluzionario» – trasferì le funzioni accessorie di capo provvisorio dello Stato al Presidente del Consiglio Alcide De Gasperi. Il giorno stesso, Umberto si recò in Portogallo in esilio volontario e non fece mai più ritorno in Italia anche perché, poco tempo dopo, la Costituzione della Repubblica Italiana entrata in vigore il 1º gennaio 1948 avrebbe fra l'altro vietato l'ingresso e il soggiorno nel territorio nazionale agli ex sovrani di Casa Savoia, alle loro consorti e ai loro discendenti maschi (tale comma, presente nella Disposizione Transitoria e Finale XIII, decadde poi mediante Legge Costituzionale solo molti anni dopo la sua morte, nell'ottobre del 2002).

## Biografia

### Infanzia

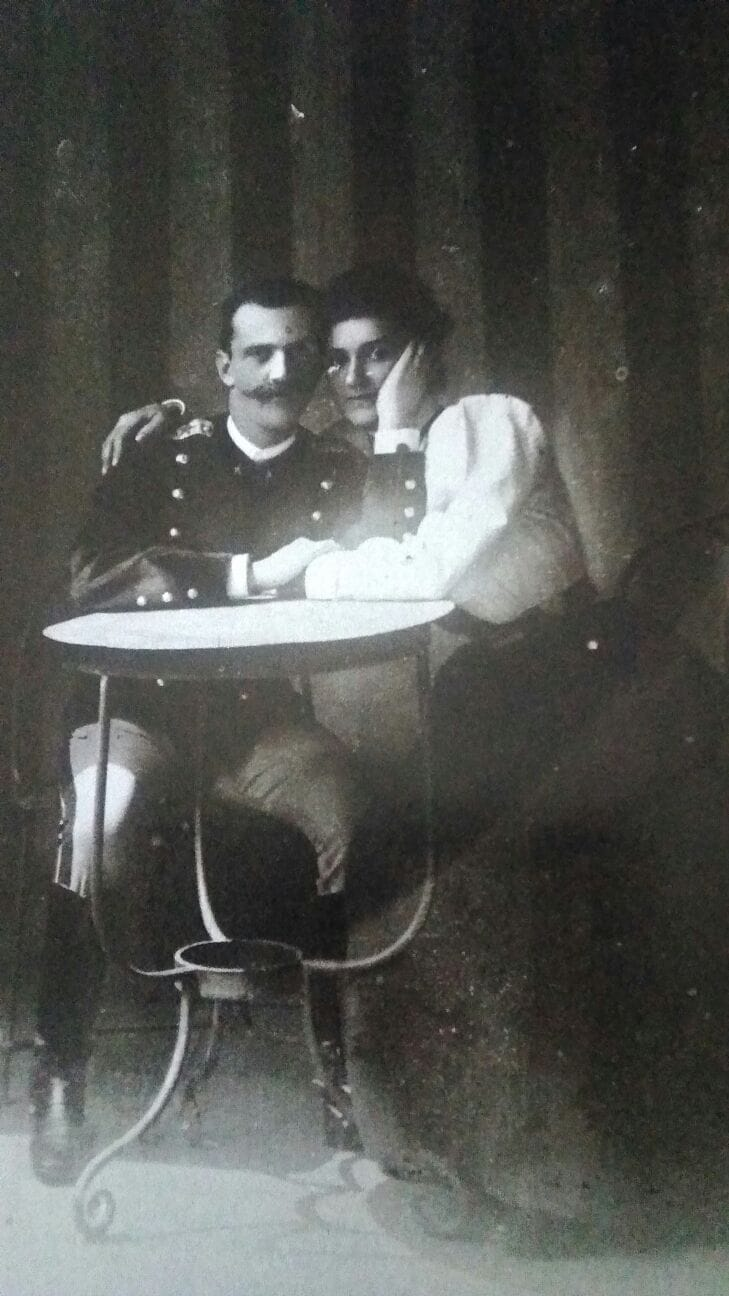
Fotografia dei genitori di Umberto Vittorio Emanuele III di Savoia ed Elena di Montenegro intorno al 1900.

Umberto II era figlio di Vittorio Emanuele III e di Elena del Montenegro e aveva quattro sorelle: Iolanda, Mafalda, Giovanna e Maria Francesca. Nacque nel castello di Racconigi alle 23:15 del 15 settembre 1904 e alla nascita pesava 4 chili e 550 grammi. Vittorio Emanuele III telegrafò immediatamente dopo, nell'ordine, alla palazzina di caccia di Stupinigi, dove si trovava la madre, Margherita di Savoia: «Mamma, abbiamo avuto un figlio. Lo chiameremo Umberto», al sindaco di Roma e al presidente del Consiglio Giovanni Giolitti, comunicando che avrebbe devoluto un milione di lire alla Cassa nazionale di previdenza per l'invalidità e la vecchiaia degli operai. Quel giorno stesso la Camere del Lavoro di Milano aveva accolto la proposta di sciopero generale, il primo in Italia, che sarebbe durato altri cinque giorni. Per comodità fu dichiarato il giorno 15 e da allora rimane su tutti i documenti come data di nascita il 15 settembre.
A causa di questo sciopero, l'avvenimento divenne di dominio pubblico in modo defilato, poiché il 16 settembre solo il Corriere della Sera poté andare in stampa, e contrastato: a Milano gli scioperanti costrinsero il sindaco Barinetti a togliere la bandiera dal balcone del municipio e Giolitti, già impegnato a Roma col governo nel varare misure atte a risanare la pace sociale e politica, impiegò alcuni giorni ad arrivare, in veste di notaio della corona, a Racconigi, per stendere l'atto di nascita. Il bambino, battezzato la sera del 16 coi nomi di Umberto Nicola Tommaso Giovanni Maria, il 20 settembre venne infine regolarmente registrato, con atto firmato dal presidente del consiglio, controfirmato da Giuseppe Saracco, presidente del Senato, come ufficiale di stato civile, e da Vittorio Emanuele III e presenti come testimoni Costantino Nigra e Giuseppe Biancheri, presidente della camera.
Il 29 settembre veniva concesso con regio decreto (pubblicato il 18 ottobre) all'erede il tradizionale titolo nobiliare di Principe di Piemonte: il re era più propenso a "principe di Roma", ma la regina madre Margherita lo convinse a evitare un gesto che sarebbe stato recepito come ostile dal Vaticano, a cui bisognava chiedere il permesso per il battesimo ufficiale del bambino ancora da celebrare, gravando tuttora sui Savoia la scomunica inferta dopo la breccia di Porta Pia. Infatti, da tradizione, per i principi, al fine di venire incontro a ovvie richieste protocollari, si dava appena nati il battesimo con acqua e l'imposizione delle mani e in un secondo tempo, organizzata la cerimonia e giunti dall'estero i membri delle altre case regnanti, si procedeva con gli esorcismi, il sale, l'olio, il cero e la veste candida.

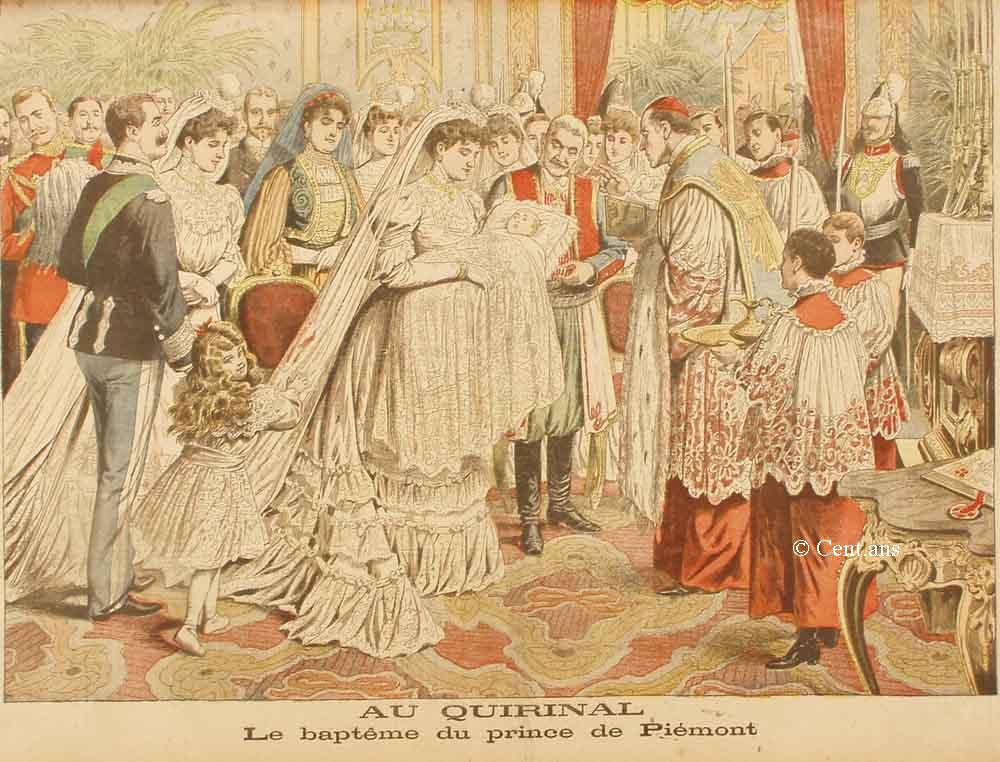
Il battesimo del principe di Piemonte in una stampa dell'epoca

Il battesimo ufficiale si ebbe solo tre mesi dopo, il 4 dicembre 1904, nella cappella paolina del palazzo del Quirinale, i cui altari erano dal 1870 sconsacrati per volontà di Pio IX, e fu celebrato con dispensa speciale da monsignor Giuseppe Beccaria: nessun membro dell'alto clero celebrava, ma la concessione per la prima volta del Quirinale per una cerimonia di casa Savoia venne ugualmente considerata un gesto di distensione da parte di Pio X. Padrini furono Guglielmo II di Germania, rappresentato dal fratello Enrico di Prussia, ed Edoardo VII del Regno Unito, rappresentato dal fratello duca di Connaught Arturo di Sassonia-Coburgo-Gotha; presenti esponenti di tutte le case reali europee, a partire da quelle più strettamente legate per vincoli familiari, quali Nicola I del Montenegro con la moglie Milena, Napoleone Vittorio Bonaparte, figlio di Maria Clotilde di Savoia, il duca di Oporto, figlio della regina di Portogallo Maria Pia.
La nascita di Umberto sollevava i genitori dal timore che la dinastia si estinguesse, lasciando il trono al ramo collaterale dei Savoia-Aosta: se Umberto I aveva avuto un unico figlio maschio (Vittorio Emanuele III), suo fratello Amedeo ne aveva avuti quattro, il primogenito dei quali, fino ad allora erede presuntivo al trono, Emanuele Filiberto di Savoia-Aosta, era già padre di due figli ed era diviso dal cugino sovrano da una non velata rivalità. Agli albori della civiltà della comunicazione di massa, Vittorio Emanuele III, alto poco più di un metro e cinquanta, né bello né "affascinante" e dedito a una vita schiva e "borghese" (come molti gli rimproveravano), era oggettivamente sminuito nel confronto con i cugini Savoia-Aosta, tutti alti, belli, muscolosi per la vita attiva e all'aria aperta che conducevano e dalla brillante vita sociale.

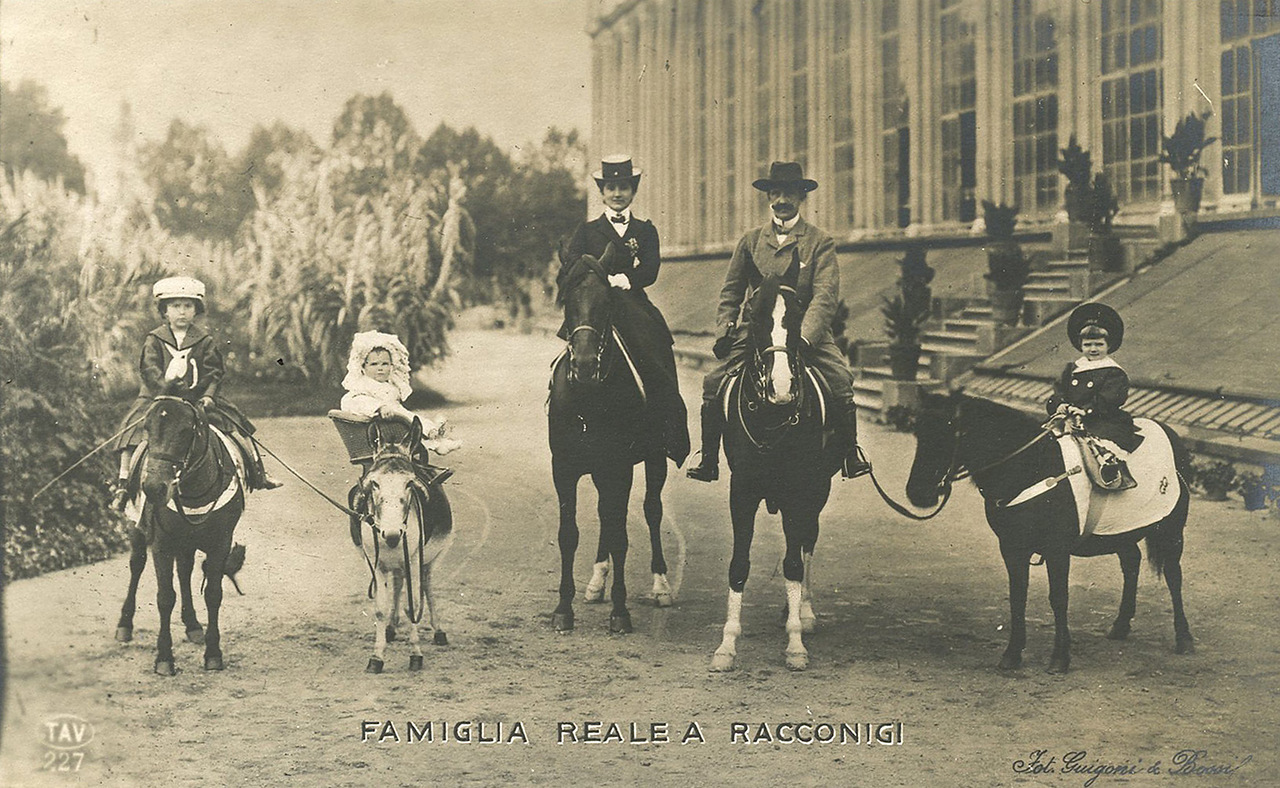
Umberto, in tenera età, a cavallo col padre Vittorio Emanuele, la madre Elena e le sorelle Iolanda e Mafalda a Racconigi nel 1905

Il Quirinale impiegò l'immagine del piccolo erede al trono e le sue foto a tre anni vestito alla marinara, da piccolo corazziere, con l'uniforme storica della scuola militare Nunziatella e con l'uniforme da boy scout del Corpo nazionale dei giovani esploratori italiani, assieme alle sorelle nel parco della villa di san Rossore vennero fatte pubblicare sulla rivista L'Illustrazione Italiana o come cartoline, rendendo Umberto il nuovo simbolo di Casa Savoia. Abitavano nella palazzina del segretario della cifra, detta anche palazzina del Fuga, al Palazzo del Quirinale, alla fine della cosiddetta "manica lunga": la regina e i figli al primo piano, il re al secondo. In estate soggiornavano prima a San Rossore e poi, dopo la chiusura estiva di Camera e Senato, a Racconigi, luogo cui il sovrano resterà sempre molto legato, sia per la relativa libertà di cui godeva sia per "le spedizioni e le corse nel parco e le scoperte delle soffitte, dove si conservavano abiti e cimeli antichi".
Nei suoi primi anni di vita l'educazione venne lasciata in mano alla madre, donna di gusti estremamente semplici e casalinghi, dolce e sensibile, verso la quale il figlio avrebbe sviluppato un legame profondo e un affetto duraturo, che andava a compensare il rapporto distaccato col padre. Elena era una madre premurosa e protettiva, che cercava quanto più possibile di mitigare le asprezze del protocollo e della vita di corte, Vittorio Emanuele III era un uomo colto, ma «caratterialmente arido, riservato, diffidente, che nell'introspezione nasconde un groviglio di frustrazioni per l'inferiorità fisica e per il peso di una formazione troppo severa».

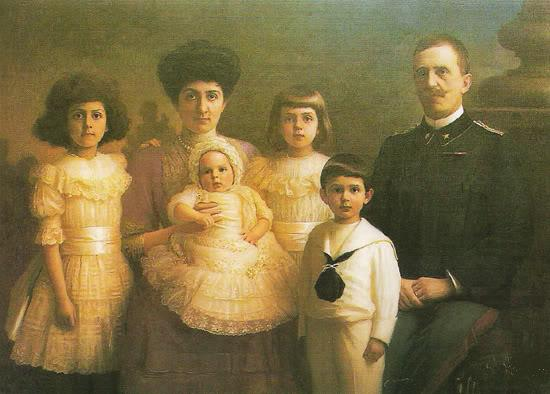
Vittorio Emanuele ritratto con la moglie Elena e i figli Jolanda, Mafalda, Giovanna e Umberto nel 1908

I problemi derivati dalla modesta statura, l'educazione di stampo militaresco impartitagli dal colonnello Egidio Osio, suo governatore nella prima giovinezza, gli avevano reso estremamente difficile mettersi in relazione con gli altri, compresi i figli e soprattutto Umberto, in cui vedeva prima di tutto un erede al trono da educare come tale: vigevano nelle relazioni del padre verso il figlio «autorità, etichetta, rigore, un sostanziale distacco in cui si mescolano la naturale freddezza emotiva del sovrano e la volontà di imporre un modello regale di comportamento».
Nel 1911 la famiglia si trasferì dal Quirinale, considerato una reggia troppo sfarzosa, nella più raccolta Villa Ada, circondata da un ampio parco che la rendeva quasi un doppione del paesaggio agreste di San Rossore. Nello stesso anno venne dichiarata guerra contro l'Impero ottomano per la sovranità sulla Libia e Umberto con le sorelle cominciarono a essere portati in visita dei feriti e dei mutilati alloggiati negli ospedali militari e anche, per volontà della regina, in un'ala del Quirinale e della reggia di Caserta.

### Apprendistato da re

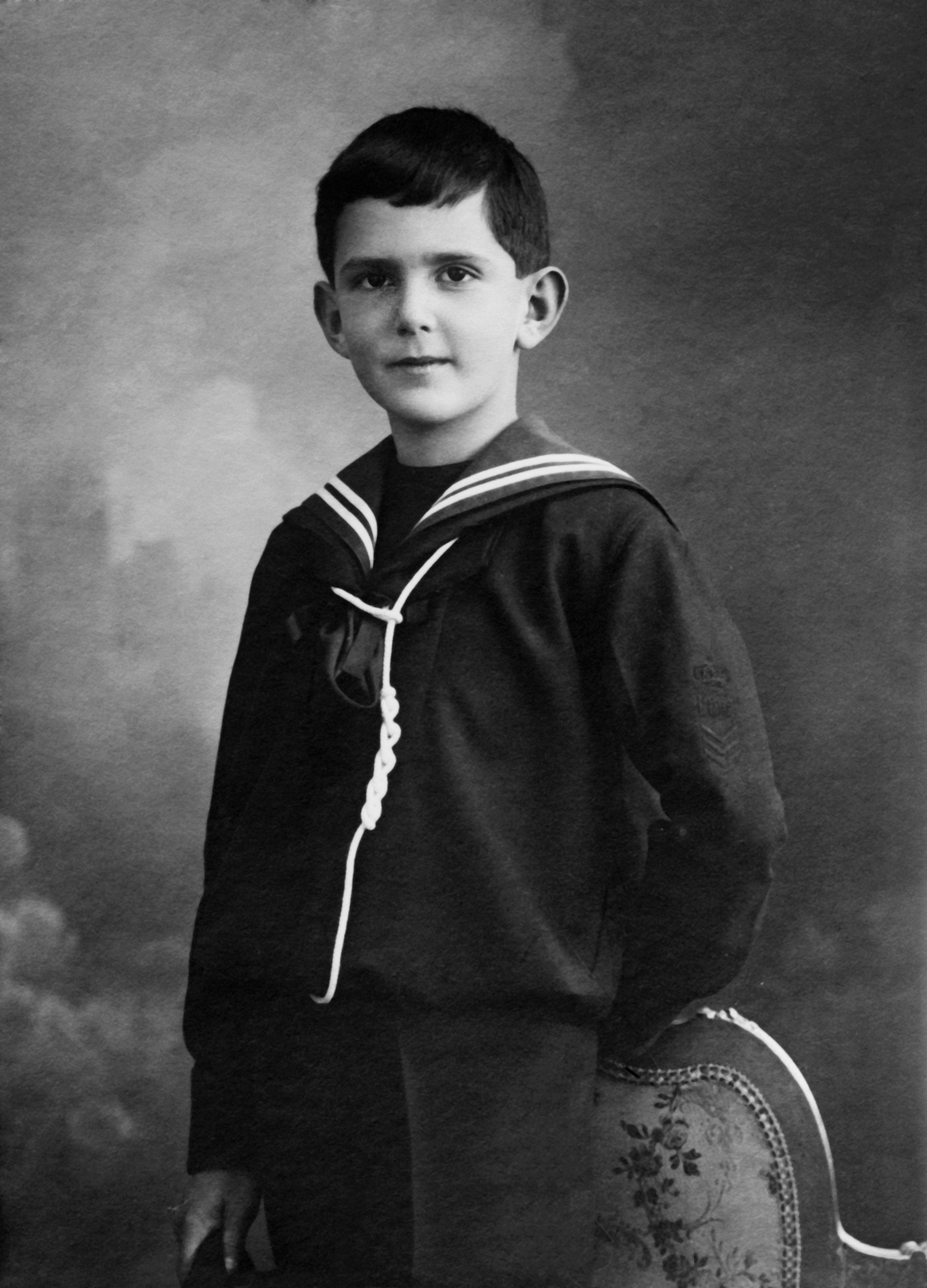
Umberto da ragazzino

Il 13 novembre 1913 Vittorio Emanuele III conferì all'ammiraglio Attilio Bonaldi il compito di occuparsi dell'educazione del principe ereditario, seguendo quella tradizione educativa radicata in casa Savoia, di cui lo stesso sovrano aveva pagato il prezzo divenendo un «uomo dal cuore freddo e dalla testa chiara». Bonaldi impartì al giovanissimo Umberto un'educazione eccessivamente rigida, che ebbe certamente delle conseguenze sulla personalità del futuro sovrano. Se Vittorio Emanuele III mantenne fino all'ultimo dei rapporti addirittura affettuosi con il suo precettore Osio, Umberto preferì prendere le distanze dal suo austero educatore, fino al punto da non recarsi alle sue esequie.
Anni dopo Umberto avrebbe commentato così: «Io stesso credo di aver dato il segno di non aver gradito il peso, ma allora nella mia casa si usava così. A nessuno sarebbe mai passato per la mente di farmi diventare un buon uomo di scienza o un esperto giurista. I Savoia erano re soldati e si preparavano fin da bambini a questo destino. Con mio padre avevo contatti normali nell'ambito di questa educazione».
Nessuna scuola pubblica per l'erede, ma una decina di precettori coordinati da un militare: se un tipo di educazione simile poteva essere anche considerata accettabile nel 1880, dopo oltre trent'anni era del tutto anacronistica e fuori dai mutamenti pedagogici e sociali nel frattempo occorsi. Obbediente e rispettoso, crebbe in solitudine e si formò un carattere dominato dall'ossequio all'autorità e alla gerarchia, fortemente dominato da un rigido autocontrollo.

Umberto II intorno al 1920

Nel programma didattico ideato dall'ammiraglio Bonaldi per l'erede sabaudo non poteva mancare una buona istruzione marinara come parte della preparazione militare. Pochi mesi dopo il rientro in Italia, Umberto, che doveva prepararsi all'ingresso nella prima ginnasiale, il 29 agosto 1914, si imbatté in Adolfo Taddei, che lo seguirà nei suoi studi di italiano, latino e greco per otto anni. Questo insegnante, di grande cultura e di profonda umanità, fu una presenza benefica nella giovinezza del principe. Va tuttavia rilevato che Bonaldi costituì comunque per il principe un punto di riferimento e, se non c'era forse una profonda affinità di spirito, tra Bonaldi e Umberto ci fu sicuramente un grande affetto.

Umberto II in divisa della scuola militare di Roma (1921)

Secondo la prassi per ogni principe ereditario, Umberto compì una rapida carriera militare, frequentando la scuola militare di Roma dal 1918 al 1921 e divenendo generale dell'esercito. Dopo il 1925 si stabilì nel Palazzo Reale a Torino, dove fino al matrimonio condusse una vita spensierata. Visse in una realtà sostanzialmente estranea dalla politica attiva, essendo relegato, per volontà dello stesso regime fascista, in una posizione marginale. Di formazione liberal-conservatrice e - contrariamente alla tradizione familiare - profondamente credente, Umberto non suscitava particolari simpatie in Benito Mussolini.

### Matrimonio

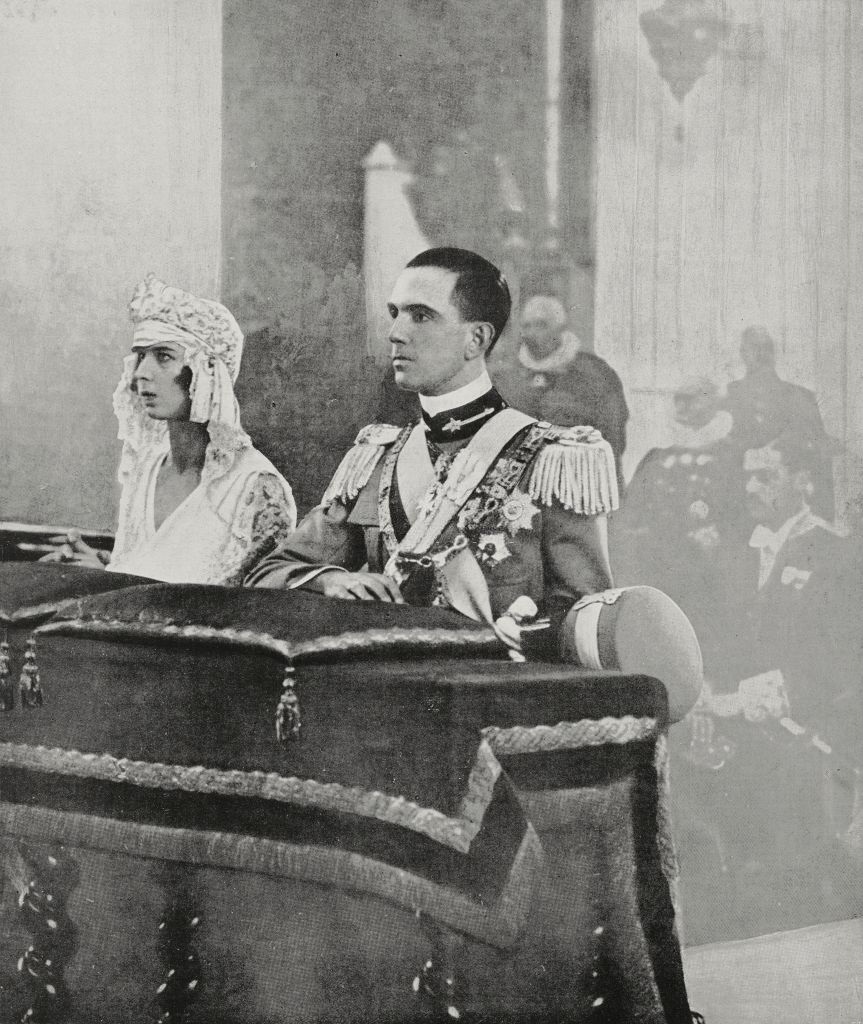
Umberto di Savoia e Maria José del Belgio durante la cerimonia di nozze

Nel 1929 Umberto si fidanzò con Maria José, principessa del Belgio. Era figlia di Alberto I del Belgio e di Elisabetta di Baviera. Il 24 ottobre 1929, mentre si trovava a Bruxelles nel giorno del fidanzamento con Maria José, Umberto fu vittima di un attentato. Fernando De Rosa, uno studente italiano residente a Parigi, gli sparò un colpo di pistola, mancandolo, mentre il principe deponeva una corona presso la tomba del Milite Ignoto.
L'8 gennaio 1930, nella cappella paolina del Quirinale, si sposò con Maria José. L'evento venne commemorato in una serie di francobolli, nota come Nozze del principe Umberto II. Umberto vestiva l'uniforme di colonnello di fanteria.
Secondo la leggenda sarebbe stato un matrimonio d'amore, ma la storia sarà comunque contrastata a causa dei diversi interessi culturali, politici e sociali e soprattutto dal divario fra le due educazioni ricevute. Dopo la funzione gli sposi furono ricevuti da papa Pio XI, segnale di un progressivo disgelo fra l'Italia e il Vaticano.

### Periodo torinese

Umberto II ad Alessandria. Fotografia del 9 maggio 1926 in occasione dell'inaugurazione della lapide ai caduti dell'11º Reggimento artiglieria da campagna presso la caserma Valfrè.

Terminato il viaggio di nozze, i coniugi rientrarono a Torino il 2 febbraio, occupando gli appartamenti di Vittorio Emanuele II e della regina Maria Adelaide al Palazzo Reale di Torino. Da sposato, il principe ereditario fu a lungo diviso tra impegni ufficiali e di rappresentanza, e tale periodo della sua vita fu reso complicato dalla non facile vita coniugale con Maria José. Tra i coniugi affiorarono infatti forti differenze caratteriali e culturali e, pur continuando a non aver nessun peso sulla scena politica e di corte, Umberto finì al centro di pettegolezzi e indiscrezioni soprattutto in ambienti fascisti, tesi a denigrarlo e a sminuirlo.
Pur avendo ambedue gli sposi mantenuto sempre uno strettissimo riserbo circa la loro vita privata, gli storici concordano su fondamentali differenze tra loro: Umberto era un uomo di carattere riservato e introverso, cresciuto con una madre molto affettuosa e un padre autoritario; Maria José era figlia di due genitori espansivi, interessati alla cultura contemporanea e molto informali, almeno nell'ambito familiare. Umberto era religioso, amava il rispetto dell'etichetta, lo sfarzo regale e si trovava a suo agio con l'alta nobiltà, il clero, gli accademici; Maria José, fumatrice e bevitrice in un'epoca in cui ciò era ragione di scandalo, specie per una nobildonna, si mostrava disinteressata alla religione e alle occasioni mondane formali, preferendo una vita spartana e ritirata e compagnie intellettualmente stimolanti.
L'ambiente di corte torinese era freddo, formale e subito ostile alla principessa, chiamata negresse blonde per via dei capelli ispidi e ricci; lei, d'altra parte, mostrava il minimo di simpatia richiesta verso la nobiltà locale e i suoi riti provinciali, che anni dopo sintetizzò con: «A Torino c'erano poche, o nessuna, cure intellettuali. [...] La nobiltà torinese [...] si rovinava in balli per il principe. La società era divisa in due clan: quelli che erano per il vermut non andavano dai produttori di Fiat, e viceversa. Persino la famiglia reale era divisa».
Mentre Umberto continuava la sua vita da ufficiale, trascorrendo la mattinata e buona parte del pomeriggio in caserma, per tenersi impegnata la principessa seguì un corso di crocerossina e organizzò concerti a Palazzo Reale, oltre a seguire attività caritatevoli, quando gli impegni ufficiali non ne richiedevano l'attenzione e la presenza. Il primo impegno ufficiale di rilievo della giovane coppia furono le nozze di Giovanna di Savoia con re Boris III di Bulgaria, ad Assisi, nell'ottobre del 1930.
Poi, dal 3 al 24 maggio 1931, vi fu l'ostensione della Sacra Sindone, la prima dal 1898, durante la quale casa Savoia (allora proprietaria della reliquia) fu sempre presente: Umberto nel pomeriggio del 3, in rappresentanza del re, con la moglie, la sorella Mafalda di Savoia e Maria Bona di Savoia-Genova con il marito Corrado di Baviera e Lydia d'Arenberg, moglie di Filiberto di Savoia-Genova, consegnò le chiavi dell'urna che la conteneva all'arcivescovo Maurilio Fossati e fornì gran parte dei 61 pezzi esposti nella mostra che accompagnò l'evento, come quadri e oggetti liturgici. In segno di devozione, Maria José donò il proprio manto di nozze, da cui vennero ricavate otto pianete. Infine, nel luglio 1931, ci furono le esequie solenni di Emanuele Filiberto, duca d'Aosta. A questi impegni, di carattere prettamente dinastico, se ne affiancavano di politici, nei quali il regime richiedeva la presenza del futuro sovrano: gare di sci per la Coppa delle Federazioni fasciste, l'inaugurazione della nuova Casa del fascio di Torino, sfilate della Milizia, l'inaugurazione della Casa torinese del balilla.

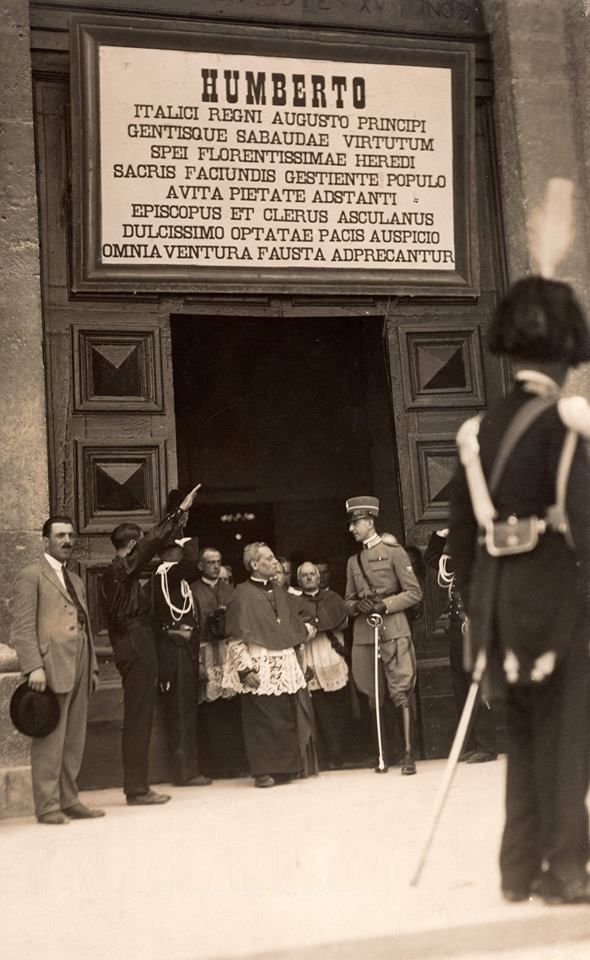
Visita di Umberto di Savoia al Duomo di Ascoli

Nonostante queste attività, però, l'OVRA vigilava e teneva strettamente sotto controllo Umberto, diffondendo voci malevole sulla vita sessuale del principe (celebre l'epiteto di "Stellassa" che Gian Gaetano Cabella gli lanciò dalle colonne de Il popolo di Alessandria) e raccogliendo, sin dagli anni venti, un dossier relativo alla sua presunta omosessualità. I moltissimi dispacci si contraddicevano l'un l'altro: parlavano di innumerevoli avventure con donne di tutti i ceti sociali oppure di tresche con giovani camerieri antifascisti e soldati, tra i quali - sembra - anche il giovane Luchino Visconti.
In proposito il futuro partigiano Enrico Montanari scriverà un libro di memorie, in cui narra d'esser stato corteggiato nel 1927 da Umberto, che gli avrebbe regalato un accendisigari d'argento con incisa la scritta "Dimmi di sì!". Inoltre è stata ipotizzata l'impossibilità fisica del principe di dare un erede alla casata e che - quanto meno - ci fossero delle incomprensioni a livello sessuale con la principessa, dovute forse alla freddezza dello sposo, non aiutato, d'altro lato, dalla passività della sposa, comunque naturale in una giovane donna del periodo.

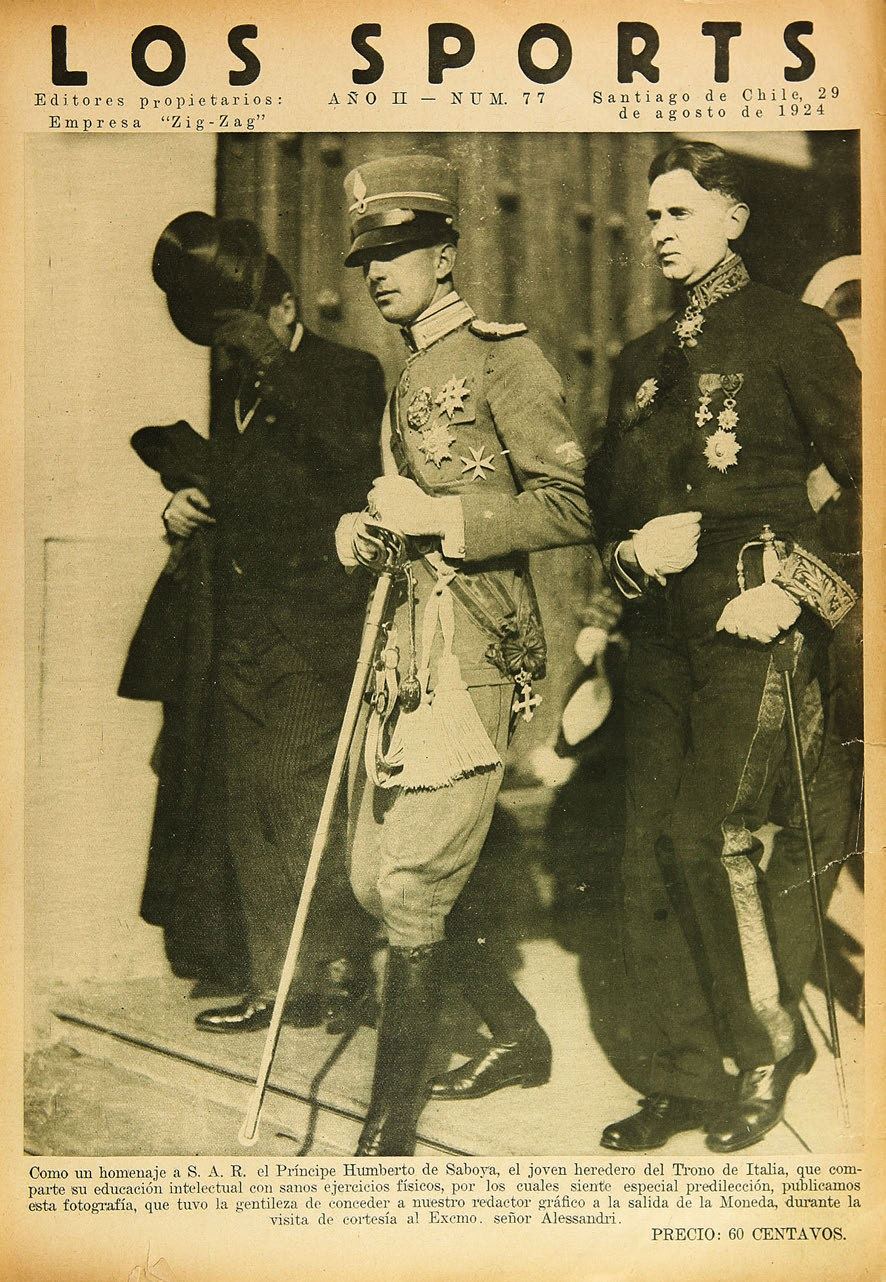
Umberto durante la sua visita di Stato in Cile

La delicatezza delle notizie contenute nel dossier dell'OVRA, anche a scopo ricattatorio, appare evidente dal fatto che il 27 aprile 1945, al momento della sua cattura e dopo la fuga da Milano, Benito Mussolini lo aveva con sé, secondo le testimonianze di coloro che hanno dichiarato di aver ispezionato il suo bagaglio (partigiani, funzionari ecc.). Successivamente il comandante della 52ª Brigata Garibaldi, "Pedro" Bellini, curò di farlo consegnare al principe Umberto, allora luogotenente del regno. Una copia del medesimo fu poi rinvenuta dall'agente segreto italiano Aristide Tabasso nel marzo del 1946, che la consegnò all'interessato e fu nominato da quest'ultimo commendatore della Corona d'Italia.
Alla fine quell'ambiente ipocrita e malevolo colmò la notevole pazienza di Umberto e una voce in particolare fece decidere al sovrano di trasferire in altra sede il figlio, promosso generale di brigata nel febbraio 1931; Vittorio Emanuele scelse personalmente Napoli, città leale alla monarchia e in cui egli stesso aveva trascorso gli anni da principe ereditario.

### Inizio del periodo napoletano

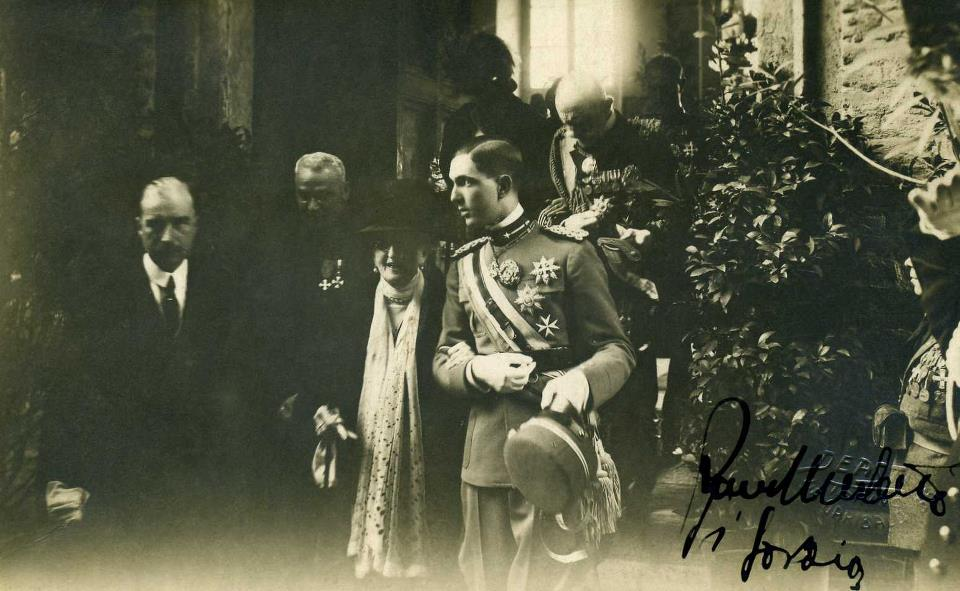
Umberto e la regina madre Margherita di Savoia a Napoli

Arrivò a Napoli il 4 novembre, prendendo residenza nel Palazzo Reale; l'indomani ci fu un solenne Te Deum in cattedrale, un ricevimento a palazzo San Giacomo e infine la serata di gala al teatro San Carlo, mentre i napoletani si dimostravano entusiasti dell'arrivo dei principi, profondendosi in molteplici manifestazioni – preparate e spontanee – d'omaggio. La coppia lasciò ben presto la reggia borbonica, destinata a occasioni ufficiali, in favore di Villa Rosebery, presso Posillipo, dotata di spiaggia privata, dove Maria José e il marito amavano fare bagni notturni.
La principessa di Piemonte in questo periodo poté contattare, tramite l'amico Umberto Zanotti Bianco, prima Benedetto Croce e poi altri esponenti dell'alta società avversi al fascismo, come lo stesso arcivescovo Alessio Ascalesi: Umberto lasciava fare, senza favorire o dissuadere la moglie. Naturalmente, come a Torino, l'OVRA vigilava e Arturo Bocchini ordinava di sorvegliare costantemente la vita della coppia alla ricerca di rotture e infedeltà, incrementando voci che naturalmente facevano il giro della città, alimentate a dismisura da soffiate anonime. Un viaggio a Bruxelles della principessa venne inteso come prodromo di una separazione, quando invece era solo sintomo della solitudine che la donna provava in climi tanto ostili.
Continuavano intanto le cerimonie ufficiali e di rappresentanza: l'incontro con il vecchio Gabriele D'Annunzio al Vittoriale nel novembre 1932 e la nuova ostensione della Sindone, dal 24 settembre al 15 ottobre 1933, in occasione dell'Anno santo. Dopo lunga attesa (tanto che all'inizio del 1932 Vittorio Emanuele III aveva mandato la nuora, accompagnata dal medico di corte, da un illustre ginecologo in Germania a farsi visitare) il 5 febbraio 1934 il ginecologo di casa Savoia, Valerio Artom di Sant'Agnese, poté confermare la prima gravidanza: due settimane dopo, in un incidente in montagna moriva Alberto I del Belgio e, per il suo stato, Maria José dovette rinunciare ad andare ai funerali.
Il 24 settembre, a Palazzo Reale a Napoli, alla presenza anche di Elena di Savoia e di Elisabetta del Belgio, nasceva la primogenita Maria Pia: portava lo stesso nome della regina del Portogallo, sorella di Umberto I, che alla proclamazione della repubblica si era rifugiata in esilio in Italia, a Stupinigi, e di cui Umberto aveva alcuni affettuosi ricordi. Vennero distribuiti 2350 sussidi e borse di studio "Maria Pia di Savoia", Vittorio Emanuele III offrì un pranzo per 400 poveri e villa Rosebery venne ribattezzata "villa Maria Pia". Una settimana dopo ci fu il battesimo, madrina la zia paterna Maria Francesca di Savoia, padrino lo zio materno Leopoldo III del Belgio, rappresentato per procura da Vittorio Emanuele di Savoia-Aosta.

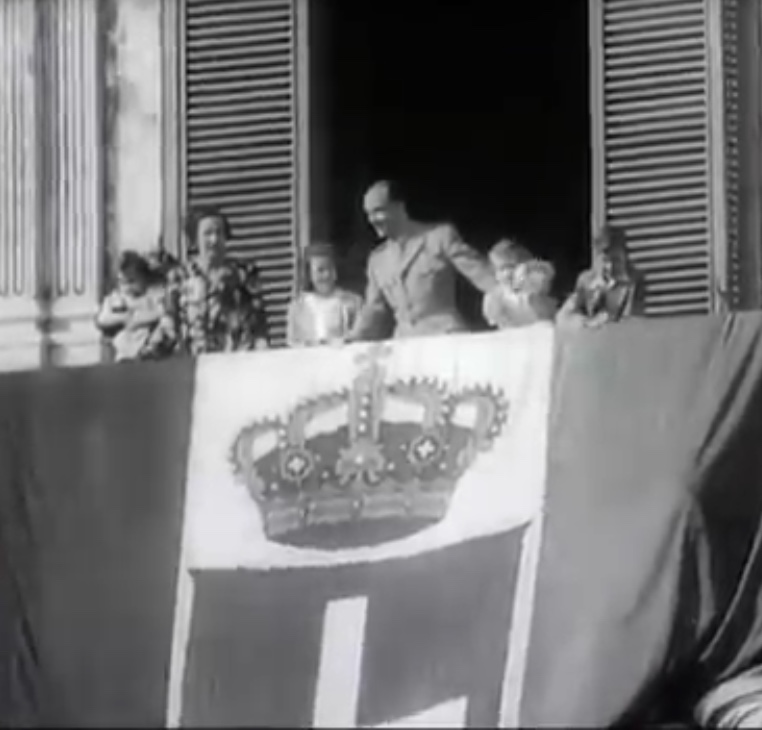
Il re Umberto II e la famiglia reale d'Italia dietro la bandiera del Regno d'Italia

La gravidanza, nei primi mesi, venne sommersa di voci maliziose su una sua possibile origine non naturale: si disse che era frutto di inseminazione artificiale, richiesta per l'inabilità di Umberto a procreare, pratica allora non ortodossa e guardata con sospetto. La voce divenne così di dominio pubblico che Luigi Pirandello in un caffè romano ne parlò scandalizzato ad Alberto Moravia e ancora anni dopo, di nuovo incinta, Maria José volle smentirlo con Ciano, che al 30 dicembre 1939 registrò che la principessa «mi ha lasciato intendere che il figlio che nascerà è di lui, senza intromissioni di medici e siringhe». Interrogato in merito, Ferdinando Savignoni, assistente di Artom, dichiarò che «i figli del principe di Piemonte nacquero nel modo più naturale possibile». Oltretutto, nonostante le molteplici visite mediche che la principessa fece, l'ipotesi dell'applicazione di una pratica allora in fase di studio iniziale è abbastanza ardita e priva di fonti che la possano suffragare.
Umberto, nello stesso periodo, venne nominato comandante di divisione, assumendo il comando della Volturno, e poi membro del consiglio dell'esercito, ma questo non cambiò la sua situazione di escluso dall'ambiente politico che decideva, tanto che della prossima campagna d'Etiopia lo seppe da Italo Balbo. Alla fine del 1935, infatti, i principi di Piemonte partirono per un viaggio nel Nord Africa, prima tappa la colonia di Libia e poi l'Egitto, dove regnava re Farouk, amico di vecchia data di casa Savoia.
Il governatore, fresco del successo personale della crociera atlantica, offrì agli ospiti sorvoli aerei della Tripolitania e, nella sua residenza, As-Saraya al-Hamra (il Castello Rosso di Tripoli), il proprio punto di vista e i propri dubbi sul regime e sulla sua scarsa preparazione militare. «In Libia, Balbo ci parlò in modo molto scettico riguardo al regime e a Benito Mussolini. Disse che la ciambella del fascismo non era riuscita secondo le iniziative e che un paese dove non si può manifestare liberamente la propria opinione non ha futuro. Il governatore, inoltre, sembrava essere già al corrente delle intenzioni che il duce, di lì a qualche mese, avrebbe manifestato a proposito dell'Etiopia». Da quel momento iniziò un regolare scambio di missive tra i principi e Italo Balbo e altre visite di Maria José in Libia, tutti fatti che irritarono Mussolini e le alte gerarchie del partito. In ogni caso, Umberto non disse nulla al padre, né chiese informazioni su quanto aveva sentito, nonostante egli stesso a Napoli salutasse molteplici truppe in partenza per il porto di Massaua, ufficialmente per esercitazioni.

### Impero d'Etiopia e nuovo erede al trono

Il principe Umberto al convento di San Francesco a Folloni a Montella (AV), dove risiedette più volte durante la seconda guerra mondiale

Il 2 ottobre Mussolini dichiarò guerra all'Etiopia e l'11 scattarono le sanzioni della Società delle Nazioni, cui il regime rispose con la "giornata della fede", sotto lo slogan "oro alla Patria". All'Altare della Patria la regina Elena consegnò le fedi nuziali sue e del re, pronunciando uno dei suoi rarissimi discorsi pubblici, mentre lo stesso facevano a Napoli Maria José e a Torino Jolanda di Savoia. Umberto donò il proprio collare dell'Annunziata, il re alcuni lingotti d'oro e d'argento, Luigi Pirandello la medaglia del Nobel, Benedetto Croce e Luigi Albertini beni personali: lo stato ottenne oltre 500 milioni in oro e l'iniziativa fu quindi un notevole successo. Il re però non condivise il fascino dell'avventura militare e a Dino Grandi, davanti alle truppe in sfilata, disse: «Ed è con queste facce e queste pance da curati e da notai di campagna che il suo Duce vuole fare la guerra?».
Nonostante lo scetticismo personale, Vittorio Emanuele III desiderava che anche il figlio prendesse parte alla campagna militare, ottenendo in tal modo un po' di gloria e prestigio, come fecero e avrebbero fatto per tutta la durata delle operazioni gerarchi di ogni grado, ottenendo encomi e medaglie non sempre meritate. Ma Umberto restò confinato in patria per volere di Mussolini, che voleva che quella guerra fosse «una sfida del regime dalla quale la monarchia potrà ricevere l'incoronazione imperiale ma sulla quale non dovrà accampare meriti». La scusa ufficiale fu che il Duce non desiderava fosse messa in pericolo la vita dell'erede al trono; al fronte andarono i tre cugini Savoia-Genova, parenti di secondo piano, e Aimone di Savoia-Aosta, ma non Amedeo d'Aosta, allora secondo in linea di successione al trono, piccola vendetta del re contro l'aitante nipote di simpatie fasciste.

Il principe Umberto al balcone del municipio del comune di Montella (AV), in occasione delle manovre del 1936

Umberto, a terra, passò in rassegna le truppe in partenza e così "garantisce la legittimità dell'impresa, ma a combattere in prima linea è il fascismo, cui andrà il merito della vittoria e venne impegnato nelle solite occasioni ufficiali, come la presenza al funerale di Giorgio V del Regno Unito agli inizi del 1936: occasione impegnativa, trattandosi di un viaggio in un paese ostile, tra i primi sostenitori delle sanzioni. A marzo venne promosso al comando del corpo d'armata di Napoli, ma per l'Etiopia partì la moglie, che il 26 dello stesso mese si imbarcò come crocerossina sulla nave ospedaliera Cesarea. Alla proclamazione dell'Impero, il 5 maggio 1936, al balcone del Quirinale si affacciarono Vittorio Emanuele III, che rispose alle ovazioni della folla con il saluto militare, e Umberto, sull'attenti. "L'avvenire accanto al presente" scrisse Ugo Ojetti.
Ad agosto, per la chiusura delle Olimpiadi di Berlino, Umberto fu sul palco al fianco di Hitler, che disprezzava, ricambiato, e accettò la gran croce d'oro dell'ordine dell'Aquila nera e poco dopo, a Napoli, ricevette in compagnia della moglie Primo Carnera. Anche in questa occasione le calunnie dell'OVRA non si fecero attendere e si registrò di avances al pugile, secondo alcuni fatte da Maria José, secondo altri da Umberto. A queste menzogne si aggiunsero quelle, naturali considerato quanto già avvenuto nel 1934, sorte quando nell'ottobre del 1936 venne annunciata la nuova gravidanza della principessa di Piemonte, tutte tese ad attribuirla a padri illegittimi. Si osservò che era rimasta incinta a ridosso della partenza per l'Africa e si tirò fuori la storia dell'amicizia tra la principessa e gli aitanti, sportivi e gaudenti cugini Savoia-Aosta, Aimone e Amedeo: si disse che aveva incontrato due volte il secondo, mentre in realtà a incontrare Maria José, due volte, era stato Aimone, sulla Cesarea, alla presenza comunque di altre autorità. Era nota infatti la simpatia tra lei e i due fratelli, anticonformisti, esuberanti e insofferenti all'etichetta: che vi fosse una particolare simpatia verso il futuro viceré d'Etiopia lo si pensò quando Maria José dedicò il suo primo libro A la memoire du valeureux et chavaleresque Amédée, pubblicando la foto di suo figlio Vittorio Emanuele appoggiato alla "quercia di Amedeo".

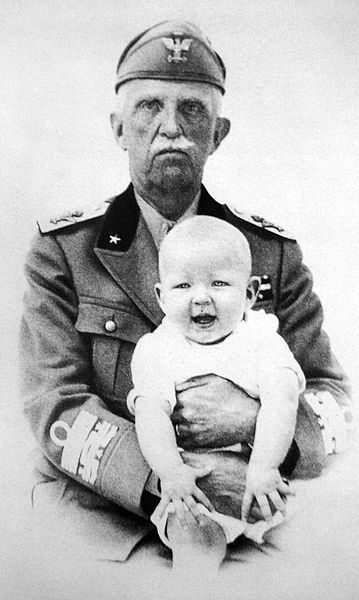
Vittorio Emanuele III con il nipote omonimo

Il 12 febbraio 1937, alle 14:30, nacque l'atteso erede maschio, cui venne imposto il nome del nonno, e a seguire molti altri di carattere dinastico o familiare. A questa gioia e motivo di orgoglio seguì due mesi dopo, il 5 aprile 1937, il conferimento alla regina Elena, da parte di papa Pio XI, della Rosa d'oro, il più importante segno di benevolenza papale verso le sovrane. Il battesimo fu celebrato il 31 maggio nella Cappella Paolina, dove si erano sposati i genitori, e fu il primo battesimo di un erede al trono in pompa magna a Roma. Alle undici del mattino, obbligatorio per gli uomini divisa o panciotto e marsina e coccarda di raso azzurro Savoia, per le donne velo bianco, bande di pizzo e l'iniziale in brillanti della regina o della principessa ereditaria. Il corteo era aperto dai padrini, Vittorio Emanuele III ed Enrichetta del Belgio, duchessa di Vendôme (in rappresentanza della madrina la regina Elisabetta del Belgio), Umberto con la madre Elena e Maria José al braccio del cugino monsignore, il principe Giorgio di Baviera.
Mussolini era assente, sia alla funzione sia al ricevimento, probabilmente perché insofferente di fronte a un rito che era una chiara autocelebrazione della monarchia, in un periodo in cui il duce si legava sempre più al Führer, che invidiava perché non aveva nessuno sopra di sé e non doveva dividere fama e onori con una dinastia sovrana. La stampa, invece, sottolineava nella cerimonia i fasti della diarchia: "guardando la bellezza del bambino che sarà re, non c'è italiano che oggi non sia orgoglioso della sua Patria, della nostra Italia trionfante sui nemici, del Duce che ci guida".

### Crisi nella diarchia, antinazismo e velleità di golpe

Amedeo di Savoia-Aosta, nominato Viceré, riceve gli omaggi dei Ras

Nel settembre del 1937 Mussolini, in visita in Germania, restò affascinato dalla potenza che sprigionava il regime nazista: a novembre firmò il patto anti-Comintern e a dicembre uscì dalla Società delle Nazioni. Mentre Mussolini si avvicinava a Hitler e diventava sempre più insofferente nei confronti della casa reale, suo genero e ministro degli esteri, antitedesco, Galeazzo Ciano provava a stringere con i principi di Piemonte rapporti più stretti. I principi avevano di Ciano l'impressione di un uomo snob e di scarso acume (cui si aggiungeva una sana antipatia tra Maria José ed Edda Ciano), ma in seguito ne apprezzarono l'antinazismo, le molte informazioni cui poteva arrivare e infine il modo di fare più garbato e intellettuale rispetto a quello tipico di altri gerarchi come Achille Starace, Ettore Muti o Roberto Farinacci: era insomma uno dei pochi gerarchi frequentabili. Ciano cominciò a organizzare vari incontri, più o meno casuali, con il principe ereditario, riportandone sempre le impressioni, che passarono da un "colloquio scialbo" il 31 agosto a un "gran calore" per le felicitazioni alla nascita del figlio Marzio il 19 dicembre.
Tale evoluzione fu forse dovuta anche a una reazione al fatto che Mussolini mostrava sempre più fiducia in Amedeo d'Aosta, proposto a Francisco Franco come possibile re di Spagna e intanto nominato viceré d'Etiopia al posto del maresciallo Rodolfo Graziani, mentre Umberto rimaneva in una posizione defilata. I sospetti esplosero quando ai principi divenne nota la clausola inerente alla successione al trono votata dal Gran consiglio nel 1928 che contemplava, nell'eventualità di mancanza di eredi, la salita al trono di un membro dei Savoia-Aosta, e spinsero Maria José a irrompere a Palazzo Venezia per aver lumi: Mussolini rispose che la norma andava applicata solo in mancanza di discendenza diretta, cosa che in quel momento non si verificava.

Nell'aprile del 1938 la crisi tra corona e regime toccò il suo punto più alto, con il colpo di mano della creazione del grado di primo maresciallo dell'Impero: Starace e Ciano fecero approvare di sorpresa prima alla Camera, per acclamazione, poi al Senato, questo nuovo grado, attribuito sia al re sia al Duce, il che li equiparava di fatto, e violava gravemente i poteri regi. Le rimostranze di Vittorio Emanuele III furono veementi, ma alla fine firmò la legge. Un possibile motivo di arrendevolezza del sovrano in questo frangente è desumibile da quanto riportato il 2 aprile da Ciano nel suo diario: 
Pare realistico pensare che Vittorio Emanuele III, allora e altre volte in futuro, evitasse di coinvolgere il figlio negli affari di Stato o cedergli qualsiasi scampolo di potere effettivo per proteggerlo da queste oscure manovre del regime.
Di lì a poco si ebbe la visita di Hitler e del suo seguito a Roma: la corte si dimostrò palesemente antinazista e i capi del nazismo avversi alla monarchia, con uno scambio di battute di scherno dall'una e dall'altra parte. Umberto era antinazista per più motivi: come cattolico (Pio XI aveva già condannato il nazismo con l'enciclica Mit brennender Sorge e in quei giorni andò a Castel Gandolfo, ordinando di lasciare al buio le chiese come segno di protesta), come uomo di una certa preparazione culturale, come figlio di Vittorio Emanuele, la cui avversione alla Germania durava dalla fine dell'Ottocento, e come principe ereditario davanti a un regime chiaramente antimonarchico. Maria José considerava l'espansionismo nazista un'ovvia minaccia al suo Belgio e detestava i fascisti (il 7 settembre 1938 andò al concerto di Lucerna di Arturo Toscanini, di fatto esule, perché gli era stato appena ritirato il passaporto). Queste ragioni, unite al sempre più forte legame che Mussolini stava creando tra fascismo e nazismo, li spinsero a complottare per un golpe.
Un documento del Foreign Office britannico attesta che il 26 settembre Umberto avrebbe dovuto rinunciare ai propri diritti come erede al trono in favore del figlio con un documento da consegnare a un "avvocato di Milano" di cui non si conosce il nome, forse un politico del periodo pre-fascista. Maria José, costretto Vittorio Emanuele III ad abdicare, sarebbe stata proclamata reggente e Badoglio avrebbe ottenuto pieni poteri per mantenere l'ordine, a cui sarebbe seguito un nuovo governo guidato dall'avvocato milanese. L'esercito, sotto gli ordini di Graziani, avrebbe preso possesso dei punti vitali di Roma, Milano, Torino, Venezia e Verona nella mattina del 27 e il 28, alle 15, Umberto avrebbe messo davanti al padre il fatto compiuto e successivamente fatto mandare in onda alla radio le dichiarazioni della reggente e del nuovo primo ministro. Invece il pomeriggio del 25 Hitler emanò un ultimatum di sei giorni alla Cecoslovacchia e, in uno scenario internazionale così teso, Umberto indugiò: il 27 giunse la notizia dell'intenzione di Mussolini di mobilitare le truppe se l'avesse fatto Hitler e del dissenso del sovrano; l'indomani fu comunicata la notizia che Hitler avrebbe incontrato a Monaco i primi ministri d'Italia, Francia e Inghilterra per decidere le sorti della Cecoslovacchia. Apparendo così Mussolini uno dei difensori della pace europea, il piano venne archiviato, mentre anche in Germania un piano dei generali Beck e Halder era accantonato per simili motivi.
Appena un mese dopo, il 29 ottobre, partecipò alle nozze del cugino Eugenio di Savoia-Genova con Lucia di Borbone-Due Sicilie, che avvennero a Monaco di Baviera, dove viveva la famiglia della sposa, di idee antinaziste, e officiate dal cardinale Michael von Faulhaber, anch'esso inviso al regime: forse per riequilibrare quella presenza che denunciava le sue idee, chiese un incontro privato con Hitler: questi lo invitò due giorni dopo a un pranzo all'Obersalzberg, trasformando quella richiesta in un'occasione di propaganda per il regime ad appena un mese dal convegno di Monaco. Umberto ascoltò il monologo del Führer, che espresse la sua soddisfazione per la soluzione del problema cecoslovacco, per la crescente forza della Germania, l'avversione per gli Stati Uniti, il desiderio di un'alleanza duratura con l'Italia; l'ambasciatore a Berlino, Bernardo Attolico, mandò una relazione a Roma; Mussolini fu probabilmente soddisfatto dell'incontro, il Re assolutamente no. Il principe di Piemonte, per ingenuità o per inesperienza politica, aveva scelto di incontrare per mera cortesia il dittatore, ma, tenuto conto che Umberto si era sempre tenuto rigorosamente al di fuori di attività o manifestazioni di simpatie politiche, l'avvenimento poté essere inteso come una sostanziale comunità di vedute o come ammirazione per l'uomo che aveva appena soppresso la libertà della Cecoslovacchia.
Divenuto intanto generale designato d'armata e ispettore di fanteria, Umberto cominciò a esprimere, a chi glielo domandava, il suo profondo scontento verso le risorse effettive delle truppe: Mussolini, che oramai non si fidava più e cominciava a ritenerlo, se non pericoloso, almeno palesemente avverso, gli impedì di andare a Parigi, covo dei fuoriusciti antifascisti, a inaugurare un busto del defunto suocero Alberto I del Belgio. In un clima così teso, le nozze dell'ultimogenita dei sovrani Maria con il principe Luigi di Borbone-Parma, avvenute il 23 gennaio 1939, ebbero il minimo dell'attenzione e dell'organizzazione possibile. Tre mesi dopo, infatti, l'Italia invadeva l'Albania (di cui Vittorio Emanuele III era proclamato sovrano) e, il 22 maggio, veniva firmato il Patto d'acciaio. A marzo, incontratolo a Salisburgo, Italo Balbo aveva già anticipato l'avvenimento a Maria José, oramai certa di quale sarebbe stata la sorte del Belgio davanti all'aggressività tedesca. Le intenzioni, le idee e la "fronda" dei principi di Piemonte erano così note anche all'estero che nei giorni della firma del Patto d'acciaio sul Daily Mirror uscì un articolo anonimo dal titolo "Il duce spedisce il principe in esilio", dove si diceva che Umberto e la moglie si sarebbero a breve rifugiati a Bruxelles in una "sorta di esilio dettato dal signor Mussolini [...] Il principe ereditario non ha mai nascosto la sua opposizione al fascismo"; inoltre si aggiungeva che erano sorte tensioni fra lui e Ciano (cosa possibile, poiché dopo l'incontro del 6 novembre 1938 il ministro ne ha uno solo il 18 novembre 1939); notizie tutte riprese lo stesso giorno dal News Chronicle. Naturalmente erano esagerazioni, ma davano l'idea di come la posizione dei principi ereditari fosse nota.
Fu quindi naturale che il Duce, nella preparazione dei comandi per la guerra prossima, scegliesse accuratamente di porre in secondo piano il principe ereditario, escludendolo non solo dalla possibilità di prendere decisioni, ma anche dal ricevere gloria militare, cosa che probabilmente sarebbe stata approvata da Hitler, il quale, il 22 agosto 1939, disse ai suoi generali che «Mussolini è messo in pericolo da quell'imbecille di un Re e da quel perfido furfante di un principe ereditario». La manovra naturalmente non sfuggì al Re, che, nel suo incontro con Ciano del 24 agosto, pretese che il duce «dia al principe di Piemonte un comando. Hanno il comando quei due imbecilli di Bergamo e di Pistoia, può ben averlo mio figlio, la cui testa vale quella del duca d'Aosta». Questa schiettezza e comunicatività del Re, notoriamente uomo di poche parole, col ministro degli esteri, novello collare dell'Annunziata, era motivata dal comune sentimento antitedesco, aumentato in Ciano dopo il suo incontro dell'11 agosto con von Ribbentrop e Hitler. Il colloquio terminò con una confidenza del sovrano: «paternamente ha aggiunto che il principe a me vuol bene, molto bene e che di me sempre gli parla con fiducia e speranza». In situazioni simili naturalmente la nuova gravidanza di Maria José non fu oggetto neppure delle calunnie dell'OVRA.

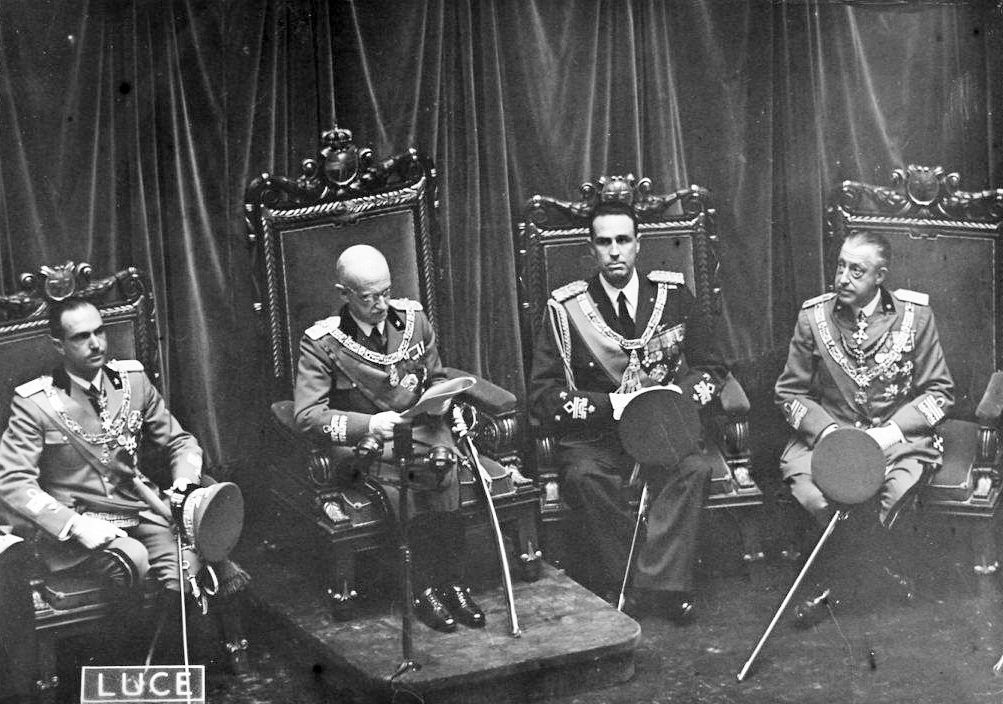
Vittorio Emanuele III inaugura nel 1939 la Camera dei fasci e delle corporazioni in presenza di Umberto, principe di Piemonte, Amedeo di Savoia-Aosta, duca d'Aosta, Vittorio Emanuele di Savoia-Aosta conte di Torino

Ma la crisi tra regime e corona non coinvolgeva più solo i principi di Piemonte: il 1º luglio 1939 a Firenze, in Santa Maria del Fiore, Aimone di Savoia-Aosta si era sposato con Irene di Grecia, testimoni per lui il viceré Amedeo e Umberto: Mussolini non era intervenuto neppure a questa cerimonia di casa Savoia, sia per non incontrare il re Giorgio II di Grecia, fratello della sposa, contro il quale pochi mesi dopo avrebbe inviato delle truppe, sia perché dopo appena due anni di viceregno Amedeo aveva mutato del tutto opinione sulla preparazione dell'esercito e sulla reale solidità del regime e dei suoi uomini.

### Non belligeranza e desiderio di neutralità

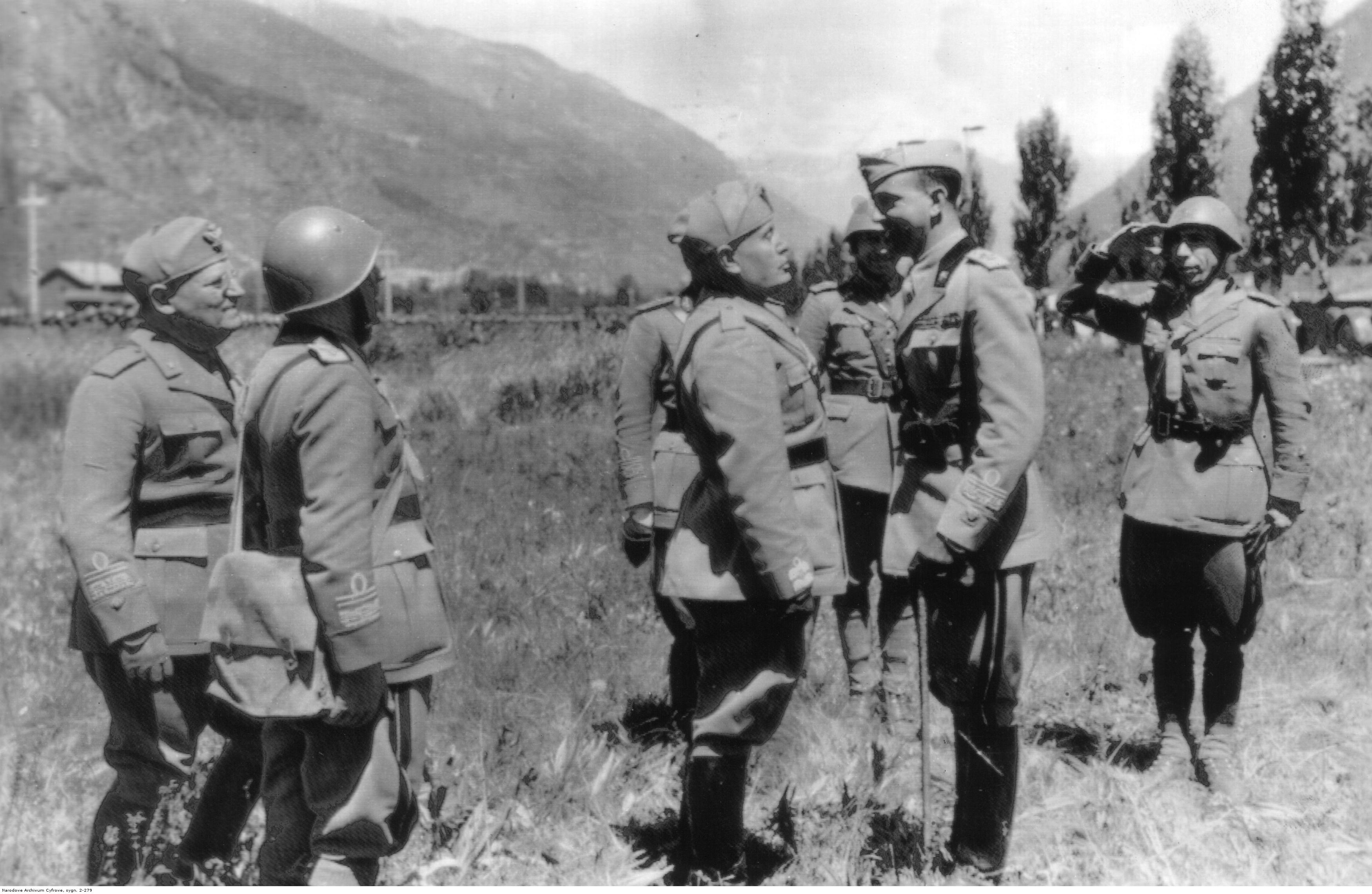
Mussolini e Umberto nel giugno del 1940

Il 1º settembre 1939 la Germania invase la Polonia, due giorni più tardi entrarono in guerra Francia e Regno Unito, l'Italia dichiarò la propria non belligeranza e tutti coloro che erano antitedeschi incominciarono ad avere contatti sempre più fitti, scambiandosi informazioni e opinioni. A fine ottobre Umberto espresse con Ciano la propria soddisfazione nella rimozione di Achille Starace dalla guida del PNF e lo informò che Hitler aveva chiesto la rimozione, tramite Filippo d'Assia, di Bernardo Attolico, ambasciatore a Berlino, ostile all'espansionismo tedesco. Il 27 novembre la regina Elena scrisse una lettera appello in favore della pace alle sovrane di Belgio, Paesi Bassi, Lussemburgo, Danimarca, Jugoslavia e Bulgaria, che vennero fermate da Mussolini, con la motivazione che era un gesto inopportuno.
Il 4 dicembre Maria José seppe dell'idea di suo fratello Leopoldo III del Belgio di indire una conferenza dei Paesi non belligeranti per il giorno di Natale, proposta che il Duce rifiutò. Il 21 dicembre i sovrani andarono in visita dal papa in Vaticano e il 28 dicembre Pio XII compì un viaggio di Stato fino al Quirinale, antico palazzo pontificio, dove dal 1870 nessun papa era più entrato: a colloquio con Vittorio Emanuele III si scagliò con forza contro Hitler. Due giorni dopo Ciano comunicò alla principessa di Piemonte che era imminente l'invasione del Belgio.

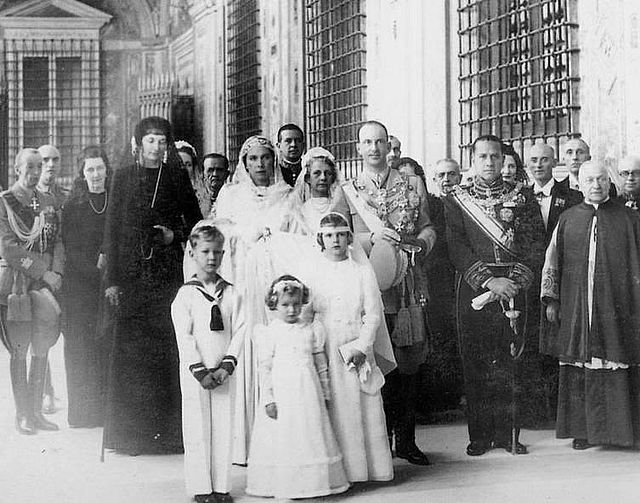
Umberto di Savoia, Maria José del Belgio e il resto della famiglia reale in visita da papa Pio XII

Il 22 febbraio 1940 si ebbe un nuovo colloquio tra Galeazzo Ciano e Umberto, dove questi, a detta del genero del Duce si mostrò «molto antitedesco e convinto della necessità di rimanere neutrali. Scettico - impressionantemente scettico - sulle possibilità effettive dell'esercito nelle attuali condizioni -che giudica pietose- di armamento». A Napoli, due giorni dopo, nacque la figlia Maria Gabriella e l'indomani a Roma il sottosegretario di Stato statunitense Sumner Welles fece capire al re che gli Stati Uniti contavano su di lui per mantenere l'Italia fuori dalla guerra, ottenendo per risposta «Ho l'impressione che il suo presidente non si renda conto di quanto poco possa fare io». Il 14 marzo il duca d'Acquarone espresse a Ciano, al circolo del golf dell'Acquasanta, il desiderio del sovrano di restare neutrali a tutti i costi, compreso quello di rimuovere Mussolini, purché avvenisse in maniera legale, al fine di evitare una guerra civile: il ministro degli esteri confermò al re che Mussolini non avrebbe convocato il Gran consiglio per la dichiarazione di guerra, ma che avrebbe riflettuto se cercare di convincere il suocero in tal senso. Due settimane dopo anche Umberto volle parlare con Ciano: il principe «non ha nascosto la sua preoccupazione [...] aggravata dalla sua conoscenza delle nostre condizioni militari. Nega che dal settembre a oggi siano stati realizzati effettivi progressi nell'armamento: il materiale è scarso e lo spirito depresso».
Il 9 aprile 1940 la Germania invase Danimarca e Norvegia e il 24 Pio XII e Paul Reynaud chiesero ufficialmente a Mussolini di non entrare in guerra. Sei giorni dopo il pontefice incontrò i principi di Piemonte in Vaticano e «con un modo di fare affettuoso e paterno iniziò subito la conversazione. Insistette soprattutto sul pericolo del nazismo e delle persecuzioni religiose. Poi evocò l'imminenza di un'aggressione tedesca in Belgio e nei Paesi Bassi. Per tre volte affermò questo, voltandosi verso di me con aria angosciata, un po' interrogativa, aspettando forse un chiarimento, oppure una conferma da parte mia». Il 1º maggio Maria José avvisò del pericolo l'ambasciatore belga, che l'indomani la tranquillizzò affermando che erano tutte voci di agenti provocatori tedeschi operanti in Vaticano. Ciano, interpellato lo stesso giorno, confermò l'informazione aggiungendo che si trattava di 3 divisioni, e il 10 maggio si ebbe l'invasione. La principessa di Piemonte parlò poi con Italo Balbo e Amedeo d'Aosta, perché facessero recedere il duce dalle sue intenzioni, invano.

### Campagna di Francia

Umberto di Savoia, insieme a Benito Mussolini

Il 29 maggio il duce annunciò ai vertici militari la sua decisione irrevocabile di entrare in guerra a fianco della Germania, nonostante i più fossero contrari e Umberto esprimesse al padre tutta la sua contrarietà: «Gli dissi che non si poteva andare avanti rassegnati verso la catastrofe, che bisognava fare qualche cosa».
Il 10 giugno al principe venne conferito il comando delle armate operanti al confine francese (Gruppo d'armate Ovest), 12.000 ufficiali e trecentomila soldati, praticamente inutili, poiché la Francia era prossima al tracollo e Mussolini stesso aveva vietato operazioni di attacco: dieci giorni dopo l'entrata in guerra si ebbe una manovra militare che durò tre giorni, dal 21 al 24 giugno e portò alla presa di Mentone con 600 caduti italiani circa, commentata in un protocollo segreto dal generale Alfredo Guzzoni, comandante della IV Armata con "Se non fosse stato per le condizioni climatiche sfavorevoli i francesi avrebbero continuato ad avanzare". Pochi giorni dopo, nei pressi di Mentone, Umberto incontrò la moglie, ispettrice nazionale del Corpo Infermiere Volontarie della Croce Rossa Italiana, che riportò sul suo diario testimonianze del profondo scetticismo del principe sulla preparazione e sulle attrezzature della truppa.

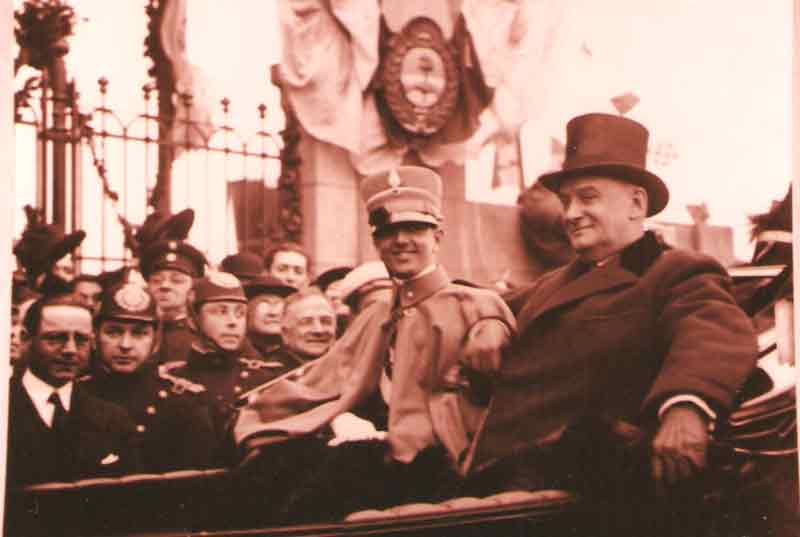
Il Principe ereditario col presidente argentino Marcelo Torcuato de Alvear

Il 25 ottobre Umberto incontrò a Torino il maresciallo Enrico Caviglia che scrisse sul proprio diario come Umberto gli raccontasse di essere dolente per l'inattività in cui la nuova situazione militare lo poneva (essendo escluso che l'erede al trono potesse essere dislocato su qualche lontano fronte), di Hitler che cercava l'aiuto della Svezia per una pace con l'Inghilterra e che a suo dire era necessario fermare le operazioni militari in Libia per concentrare uomini e mezzi in Grecia, opinione quest'ultima non condivisa da Caviglia. In Libia infatti il governatore Rodolfo Graziani già a giugno aveva chiesto più mezzi, o un rinvio dell'attacco, che a fine agosto Badoglio, capo di stato maggiore, aveva rifiutato: dal diario di Ciano, in data 6 settembre, si apprende che Umberto aveva espresso le «più ampie riserve sulla possibilità e sull'inopportunità dell'impresa».

### Forzata inattività

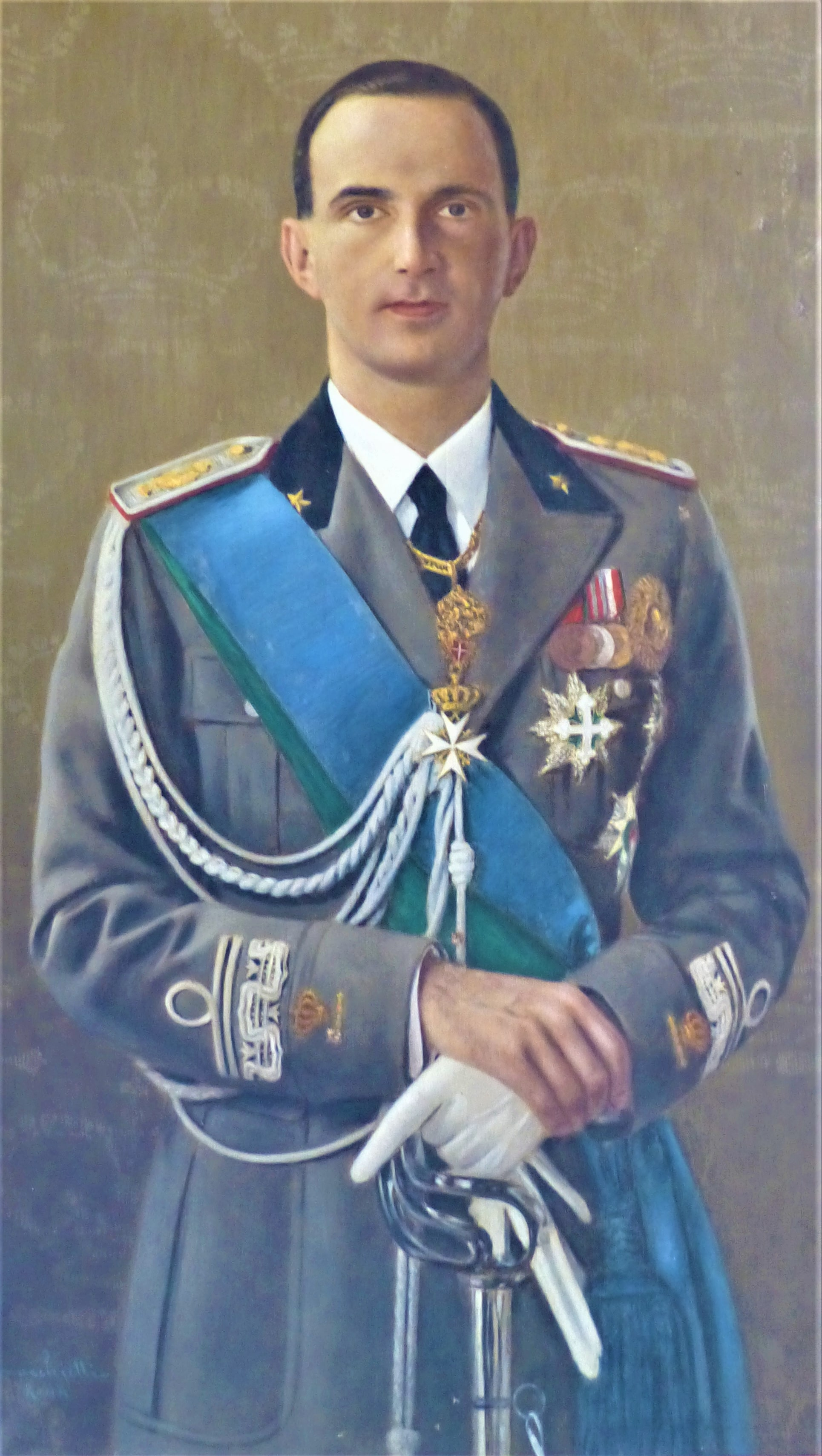
Ritratto di Umberto di Savoia situato nell'Abbazia di Altacomba

Nei mesi successivi il fronte greco-albanese mostrò l'inadeguatezza dell'esercito italiano e, a fronte dei rovesci e degli insuccessi, Umberto chiese di essere mandato in visita d'ispezione, cosa che Mussolini rifiutò, preferendo scegliere per l'occasione alti esponenti del partito, come Ciano, Farinacci, Bottai e infine sé stesso, nel marzo 1941. Ugualmente gli fu negata la possibilità di andare in Libia, durante l'offensiva inglese, anche per veto di Erwin Rommel. Di questi fatti il maresciallo Caviglia stese una rapida sintesi nel proprio diario, osservando come la politica dinastica di Mussolini fosse «ambigua. Egli sta [...] esaltando il duca d'Aosta, così come faceva con il defunto padre di lui. [...] Il principe di Piemonte è messo in disparte: non gli danno nessun comando. Non glielo diedero in Albania [...] e il re nulla fa per salvare la dinastia».
E mentre Mussolini ufficiosamente osteggiava l'erede al trono, dal gennaio 1941 Umberto si trovava a Lucera, in provincia di Foggia, come generale d'armata, questi iniziava a stringere legami con Bottai e Ciano, che annota al 15 maggio di quell'anno un grave moto di scontento del principe in seguito alla stabilizzazione della situazione jugoslava dopo l'intervento tedesco: «Lui - sempre così prudente - ha criticato con parole aperte il sistema in genere, e la stampa in particolare. Vive nell'ambiente militare ed ha assorbito in questi mesi una buona dose di veleno, che in lui ha fatto effetto».
Il 6 aprile 1941 i tedeschi avevano invaso la Jugoslavia, che s'era arresa il 18, si era costituito lo Stato indipendente di Croazia il 10 (cui re fu designato Aimone di Savoia, quarto duca d'Aosta come "Tomislavo II") e permesso l'erezione di un nuovo regno di Montenegro, di cui fu offerta la corona al nipote della regina Elena, Michele, teorico erede al trono della dinastia Petrović-Njegoš, ma questi rifiutò. La restaurazione era caldeggiata vivamente dai sovrani italiani. Poiché altri candidati rifiutarono la corona, fu istituita in Montenegro una reggenza. Questa poi con la benevolenza della Regina Elena fu assegnata all'Ambasciatore Serafino Mazzolini. Elena aveva declinato l'offerta di salire sul trono del padre, soluzione che sarebbe stata ben vista dalla popolazione montenegrina.
Mentre i successi germanici iniziavano ad arrestarsi Umberto nascondeva sempre meno la propria radicata avversione ai nazisti, come si apprende da Ciano, sempre più presente nell'entourage del principe. A fine ottobre, durante una battuta di caccia con von Ribbentrop, questi, con il genero del duce, definì espressamente Umberto come ostile, dopo aver affermato che a corte "si intriga". Quanto il tedesco avesse ragione è sancito da ciò che Ciano scrisse poco dopo, al 7 novembre 1941: del principe era chiaro il suo preconcetto contro gli alleati che giudica insopportabilmente grossolani.
Intanto continuavano a essergli negati comandi effettivi: nel giugno 1941 quello del Corpo di spedizione italiano in Russia, le prime truppe italiane nella campagna di Russia, e poi quello dell'ARMIR, sempre in Russia, nel febbraio 1942, compensato pateticamente pochi mesi dopo dal comando del Gruppo d'armate Sud al posto del maresciallo Emilio De Bono. Questi avvenimenti suscitarono abbastanza scalpore nelle alte sfere politiche e militari. Caviglia osservò che su un esercito di 70 divisioni, 35 delle quali nei Balcani, al principe ne erano state affidate alcune peninsulari, con due di riserva strategica in caso di sbarco nemico. Il conte di Torino, che pure non era tra i membri più importanti o più scaltri di casa Savoia, si lamentò con Giovanni Agnelli che Mussolini aveva apposta ostacolato Umberto che "dovrebbe invece poter acquistare maggior popolarità, altrimenti che cosa succederà alla morte del re?".
A sintetizzare tutta la situazione, con i pro e i contro e un giudizio valido anche per gli avvenimenti futuri, fu ancora Caviglia nel suo diario, riportando un proprio colloquio con De Bono: Umberto non accettava sia perché aveva già delle armate assegnate, sia perché si sarebbe trovato gerarchicamente agli ordini dei tedeschi, cosa che Caviglia trovava anche accettabile. Eppure il maresciallo era d'idea che il principe dovesse andare lo stesso in Russia, così da farsi "fama di buon soldato. Se la situazione della dinastia, oggi, in Italia, fosse migliore, se l'attuale sovrano non fosse tanto scaduto nella opinione pubblica [...] non vi sarebbe bisogno del sacrificio del Principe di Piemonte. Perché, in caso di rovescio militare, quel sacrificio potrebbe salvare la dinastia".
Così, scartata anche l'eventualità di un incarico in Africa Orientale Italiana, a Umberto e a Maria José rimase solo la possibilità di alleviare con gesti pratici le sorti degli italiani vittime delle ristrettezze dei lutti l apportati dalla guerra: si prodigò per il rientro dalla prigionia in mani inglesi del generale Alberto Cordero di Montezemolo e della famiglia; a fine 1942 provvide, su richiesta di Enrico Marone Cinzano alla sistemazione di circa 200 persone, dipendenti e famiglie della Cinzano, tutti sfollati per i bombardamenti; donò indumenti ai sinistrati e fece restaurare a sue spese oggetti antichi delle collezioni d'arte torinesi danneggiate dai bombardamenti. E mentre Maria José si intratteneva al Quirinale con antifascisti di vari ambienti come Benedetto Croce, monsignor Montini, Paolo Monelli, Guido Gonella, Umberto incontrò più volte il capo della polizia Carmine Senise, membri delle Forze armate come Caviglia e Cavallero, e del partito fascista come Bottai. Questi il 21 ottobre 1942 registrò sul suo diario che "Gente, per solito sennata, viene a confidarti [...] di complotti capitanati dal principe ereditario e dalla sua consorte. Si danno per veri ordini impartiti alla polizia di sorvegliare gli edifici tipici dei colpi di stato".
In questo periodo si hanno le prime fonti sull'esistenza di un dossier scandalistico contro il principe di Piemonte "preparato contro di lui dal Partito per contrastare le sue ambizioni con la minaccia di rendere pubblici dei compromettenti documenti sulla sua vita privata", citato da una nota dell'ambasciatore polacco presso la Santa Sede al Foreign Office. Domenico Bartoli scrisse che già a metà degli anni trenta Italo Balbo aveva fatto avvertire il re dell'esistenza di questo dossier da un suo uomo di fiducia, cui il ministro della real casa Alessandro Mattioli Pasqualini disse che il re già sapeva tutto. Da esso fu tratto qualche stralcio, che più tardi, durante il periodo della Repubblica Sociale, il Popolo di Alessandria utilizzò per costruirci su una storia pubblicata a puntate basata sui presunti vizi e deboscerie di un principe soprannominato "Stellassa". Eppure per motivi ancora non chiari Mussolini non lo utilizzò mai interamente e pubblicamente, neppure durante il periodo della Repubblica Sociale.
Il suo pessimismo sulle sorti della guerra e del regime si acutizzò e si cristallizzò in una visione lucida ma priva di spunti d'iniziativa fedelmente registrata in molteplici passi del diario di Ciano, che ne giudica le capacità "superiori alla fama"; lo stesso Mack Smith gli riconosce "idee politiche piatte e convenzionali, ma non reazionarie [...] disposto a imparare". Però, al di là del suo sempre maggiore scontento, non tessé una forte rete di contatti con le opposizioni liberali come la moglie, non elaborò una idea per deporre Mussolini e non riuscì neppure a uscire dal cono d'ombra politico in cui il padre e il regime lo avevano posto.
Probabilmente fu anche per blandire il principe, oggetto e soggetto di tante voci, che Mussolini lo propose per la nomina di maresciallo d'Italia, nomina che venne ratificata il 28 ottobre 1942, anniversario della Marcia su Roma.

### Golpe ventilato

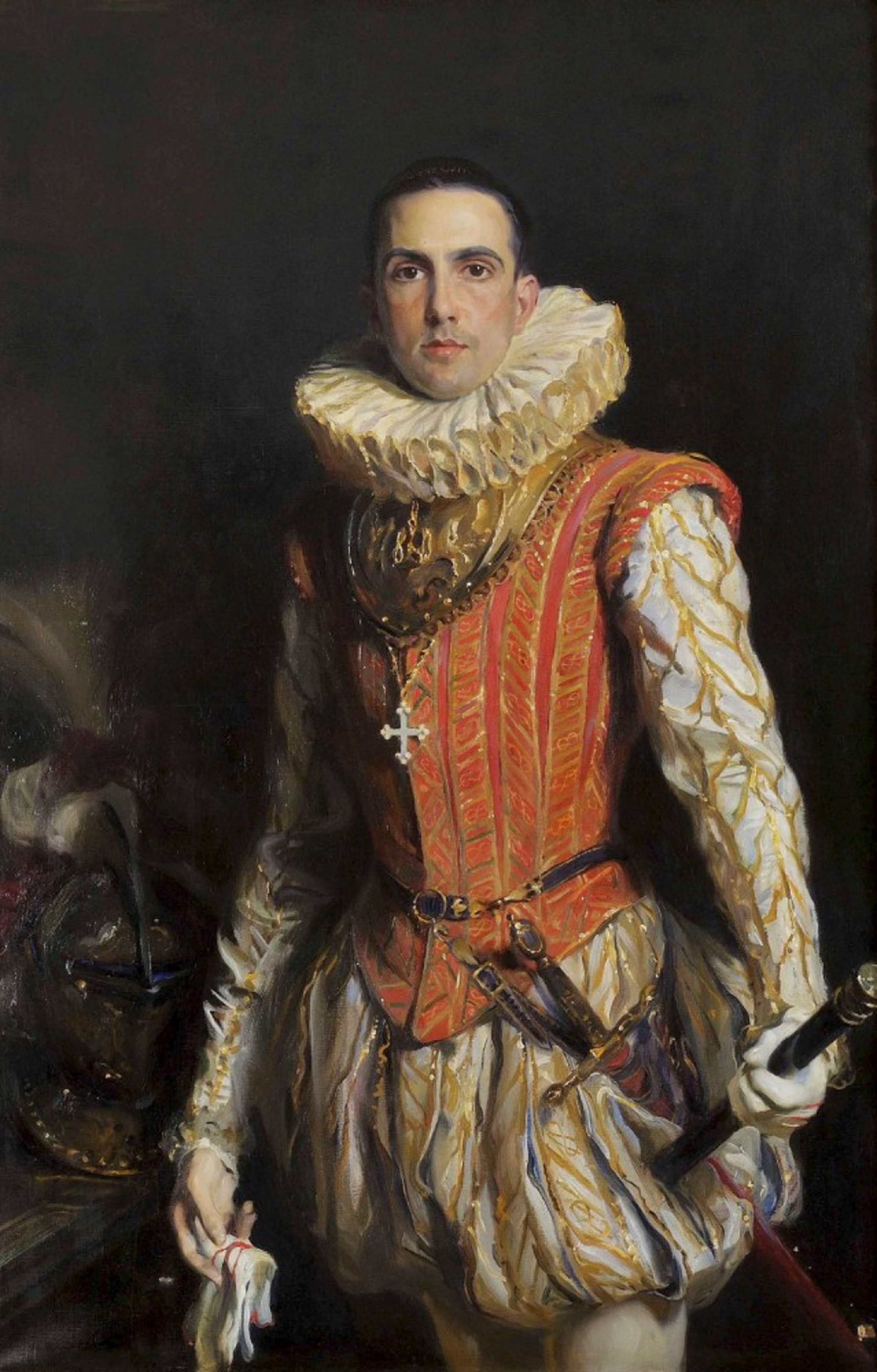
Il Principe Umberto di Savoia ritratto da Philip de László

Ciononostante Umberto continuò ad affiancare i propri impegni ufficiali con i frequenti contatti con gli oppositori del regime e con militari come Badoglio e Vittorio Ambrosio, da poco nominato nuovo capo di stato maggiore generale. Probabilmente è in questo periodo che anche il principe ereditario iniziò a vedere Badoglio come una possibile carta spendibile per l'affossamento di Mussolini, pur dimostrando di non averne molta fiducia. Confidò a un uomo vicino a Caviglia (l'altro maresciallo in predicato di essere successore del duce alla guida del governo), che giudicava il collega Badoglio "un cane da pagliaio che va dov'è il boccone più grosso", che condivideva il giudizio, ma ugualmente vedeva nel militare piemontese l'unico in grado di avere la fiducia dei fascisti frondisti, del sovrano e degli alti papaveri dell'esercito.
Il 2 febbraio 1943 nacque al Quirinale l'ultimogenita dei principi di Piemonte, Maria Beatrice, il cui atto di nascita venne rogato il 4 febbraio da Ciano, che scrisse sul suo diario di aver avuto un breve colloquio con Umberto, che "vede le cose con molta esattezza. E ne è giustamente pensoso". Quella fu l'ultima incombenza ufficiale del genero del duce da ministro degli esteri: due giorni dopo divenne ambasciatore d'Italia presso la Santa Sede.
Molto probabilmente furono anche le voci di fronda legate ai principi ereditari, oltre all'ostilità nazista, che nel rimpasto di governo del febbraio 1943 costarono il posto a Ciano, Bottai, Grandi e poi anche a Senise (quest'ultimo da capo della polizia). Lord Edward Halifax, ambasciatore britannico a Washington, scrisse nel suo rapporto che un italiano da poco rientrato in Turchia (non lo nomina, ma è possibile che fosse l'ambasciatore in quello Stato, il barone Raffaele Guariglia, futuro ministro degli esteri del governo Badoglio) aveva riferito che tutti quei mutamenti politici erano dovuti alla "scoperta da parte della Gestapo che c'era un complotto per dare il potere al principe di Piemonte e rovesciare il governo [...]. Grandi, il precedente ambasciatore a Londra, e il conte Ciano organizzarono il movimento sicuramente con la conoscenza del principe Umberto".
Vittorio Emanuele III non gradiva affatto l'attivismo politico del figlio e della nuora. Per quanto riguardava Maria José, che manteneva contatti sia coi politici dell'Italia pre-fascista, con intellettuali di varia estrazione e con ambienti vaticani, il re non tollerava che fosse una donna a occuparsi di politica, che ci si fidasse di vecchi revenants (fantasmi, come con disprezzo definiva Bonomi, Nitti e gli altri notabili d'epoca giolittiana) e di preti (noto era il suo anticlericalismo). Quanto al figlio, il sovrano era dell'idea, leit-motiv di casa Savoia, che "si regna uno alla volta".
A posteriori, Umberto diede la sua versione dei fatti, spiegando che l'idea di rimuovere Mussolini venne in seguito al disastro di El Alamein "che irritò non soltanto il re mio padre, ma anche le sfere superiori militari [...] Fin dall'autunno 1942 cominciarono ad affluire in Quirinale alte personalità militari, persino il vecchissimo generale Zuppelli, per invocare l'intervento della corona [...] Nella primavera anche il generale Ambrosio fece conoscere il suo piano"
Nella primavera del 1943 Maria José facilitò un incontro tra Ivanoe Bonomi e il marito, che egli raccontò nel suo Diario di un anno: "gli dico che bisogna puntare su un generale, Badoglio o Caviglia. Lui dice di preferire Badoglio, perché Caviglia è troppo vecchio [...] Ma alla proposta di andare tutti dal re per spingerlo a decidersi, Umberto di nuovo tentenna. [...] la principessa mi aveva detto: il figlio non farà nulla contro il padre [...] Il principe ha idee chiare, peccato non abbia la ferma volontà di fare".
Tra marzo e aprile del 1943 Umberto ebbe un colloquio con il cognato Filippo d'Assia, che si concluse con la comune intenzione di chiedere a Hitler una pace prima che la situazione ancora peggiorasse. Il principe d'Assia ne parlò con il Führer nella prima settimana d'aprile al castello di Klessheim, appena terminati i colloqui con Horthy e Mussolini, causando la sua ira: accusò i Savoia di essere degli ingrati nei confronti del duce e affermò che tutto si sarebbe aggiustato anche sul fronte italiano. Pochi giorni dopo Filippo d'Assia venne consegnato a Berchtesgaden, e poi a Rastenburg, per essere infine arrestato l'8 settembre.
Il 22 luglio, dalla sede del Gruppo d'armate Sud, che si trovava a Sessa Aurunca, Umberto tornò a Roma dove, l'indomani, incontrò il duca d'Acquarone e il cugino Aimone di Savoia-Aosta, e in seguito tornò a Sessa e qui venne sorpreso dal voto del Gran consiglio e dalla successivo arresto di Mussolini. Quello stesso giorno Hitler espresse il proprio desiderio di arrestare tutti i membri della casa reale, e Keitel osservò che il principe ereditario "era più importante del vecchio"
Il 26 luglio Umberto partì per Roma all'alba e nella mattinata incontrò di nuovo Acquarone, il cugino Aimone e il generale Sartoris, che lo resero edotto sugli ultimi avvenimenti, sui quali il re diede la sua versione durante il pranzo, a cui lui e Maria José erano invitati. Probabilmente insoddisfatto dai colloqui, ebbe di nuovo un incontro nel pomeriggio con Acquarone, cui seguì uno con Roatta e Ambrosio. Umberto, da sempre antinazista, era probabilmente in disaccordo con il proclama di Badoglio, ma ligio all'autorità, non protestò né fece partecipe il padre dei suoi dubbi, continuando così a stare tra l'Abruzzo e la Campania, visitando città e accampamenti.
Il 4 agosto festeggiò il compleanno della moglie che, tre giorni dopo, venne mandata con le bambine per ordine di Vittorio Emanuele III nel castello di Sant'Anna di Valdieri in Piemonte, ufficialmente per motivi di sicurezza, ma in realtà perché l'attivismo politico e di stampo liberale di Maria José erano invisi al sovrano e a Badoglio.

### Da Roma a Brindisi
Nei giorni immediatamente precedenti alla resa italiana, Umberto ebbe un'intensa attività: il 6 settembre ispezionò la V armata a Orte, la mattina del 7 incontrò il maresciallo von Richtofen e, nel tardo pomeriggio, ad Anagni, il maresciallo Graziani, che lì viveva ritirato dal 1941. A una precisa domanda del militare sulla possibilità d'un armistizio il principe rispose "solo voci!", come gli era stato detto dal ministro della Real Casa, duca d'Aquarone il 3 settembre, a Roma (sebbene questi fosse al corrente che nel frattempo l'armistizio veniva firmato a Cassibile), e il 6, ad Anagni. Partì per Roma alle 17:55 dell'8 settembre, giungendo al Quirinale dopo quasi un'ora ove, all'oscuro di tutto, venne finalmente informato circa l'armistizio da Acquarone. Il colloquio risulta essere avvenuto dopo le 19:10, come registrato dal primo aiutante di campo del principe nel proprio diario.
Il Principe mandò una macchina ad Anagni per prelevare alcuni membri del suo entourage, tra i quali l'ammiraglio Bonetti e il generale Cavalli, e scrisse alcune lettere a ufficiali, compresa una a Graziani, non solo perché era "pur sempre maresciallo d'Italia", ma anche perché non voleva questi pensasse che gli avesse mentito: il latore della missiva, tenente colonnello Radicati, fu però arrestato il giorno dopo dai tedeschi e la lettera non giunse a destinazione. Nella nottata il capitano maggiore pilota Carlo Maurizio Ruspoli, su incarico del principe, telefonò al ministro degli esteri Raffaele Guariglia, che avrebbe sostenuto in quella occasione di non essere stato avvisato da alcuno delle decisioni di Badoglio. In verità Guariglia era informato, e anzi aveva reso edotto personalmente l'ambasciatore a Roma, von Mackensen, circa l'armistizio e il suo significato.
Poco prima che Umberto venisse informato, alle 18:45 dell'8 settembre si svolse al Quirinale una riunione presenti il Re, Badoglio, Acquarone, Carboni, i ministri della guerra e dell'aeronautica, durante la quale sarebbe stato riferito al Re che l'unica soluzione era spostarsi nell'unica zona d'Italia non ancora occupata dalle due parti del conflitto, così da "salvaguardare l'indipendenza del governo e negoziare condizioni d'armistizio più onorevoli".
Alle 19:30, i sovrani tornarono al Quirinale, dove giunsero anche i piccoli Ottone ed Elisabetta, figli di Mafalda e di Filippo d'Assia, con la "tata": la regina chiamò l'addetto alla sicurezza Nicola Marchitto e gli disse di portarli al sicuro in Vaticano, perché troppo piccoli per essere portati con loro. Alle 21:20 il corteo si diresse al ministero della guerra, e intorno alle 5 del mattino partì uscendo furtivamente da un portone secondario di palazzo Baracchini, sulla stretta via Napoli. Rosa Perone Gallotti, cameriera personale dei sovrani, definì la partenza come un "pandemonio […] Ministri, militari e gentiluomini volevano partire per primi, facevano ressa per la paura. Fu una vergogna, davvero." Della partenza da Roma e di come si svolse Umberto II parlò durante un'intervista televisiva con lo storico Nicola Caracciolo, avvenuta nel 1979, confluita nel documentario Il piccolo re.
Nella stessa intervista, alla precisa domanda sul perché il governo avesse deciso di lasciare la capitale senza organizzare alcuna resistenza militare, disse:
Alla domanda di Nicola Caracciolo se fosse cambiato qualcosa se l'Armistizio fosse stato annunciato dagli Alleati il 16 settembre, Umberto II risposte:
Tale parere di Umberto, tuttavia, è smentito da diverse fonti e da diversi dati storici. Sia il comandante tedesco del fronte Sud, feldmaresciallo Albert Kesselring, sia il suo capo di stato maggiore, Siegfried Westphal nel dopoguerra sostennero che, in presenza di resistenza armata italiana organizzata a Roma e visto il contemporaneo sbarco a Salerno, la situazione tedesca si sarebbe fatta "disperata" e le probabilità di occupare con successo Roma e gran parte d'Italia molto remote. Per altro, parallelamente alla fuga dei reali in auto lungo la via Tiburtina, avvenne quella del personale diplomatico tedesco via treno, inclusi l'ambasciatore germanico e il console Eitel Friedrich Moellhausen, che avevano in tutta fretta disposto la distruzione di tutti i documenti sensibili dell'ambasciata tedesca appena dopo esser stati personalmente informati da Guariglia della situazione, evidentemente giudicata anche da essi come disperata.
Umberto partì quindici minuti dopo i genitori e per tutta la durata del viaggio espresse più volte la propria intenzione di restare, come comandante militare, a guidare una resistenza delle truppe e a rappresentare la corona nella capitale, contestando l'ordine del padre. Era conscio che, sebbene apparisse ragionevole tentare di salvare la continuità delle istituzioni statali, il trasferimento del re e del governo, operato in quella maniera, si stava svolgendo nel modo peggiore, tale da arrecare un danno gravissimo anche al prestigio della corona.
Nel viaggio da Roma, al bivio per Brecciarola (presso Chieti, quasi giunti alla destinazione prevista di Ortona), fermatosi il convoglio per un carretto in mezzo alla strada, il principe scese e si affiancò alla macchina dove c'era il re per esprimergli l'intenzione di tornare indietro: il padre gli rispose in piemontese «Beppo, s'at piju, at massu» cioè «Beppo, se ti prendono ti ammazzano». Più tardi, giunti presso il castello di Crecchio, ospiti dai duchi di Bovino Giovanni e Antonia de Riseis, parlando con il maggiore pilota Carlo Maurizio Ruspoli, già suo compagno di corso al collegio militare, Umberto esplorò la possibilità di tornare nella capitale in aereo, e di questo parlò con il generale Paolo Puntoni, aiutante di campo del re. "La mia partenza da Roma è stato semplicemente uno sbaglio. Penso che sarebbe opportuno io tornassi indietro: la presenza di un membro della mia casa nella capitale, in momenti così gravi la reputo indispensabile".
Badoglio gli disse "Le devo ricordare che lei è un soldato, e poiché porta le stellette deve obbedire": egli, il re e Acquarone addussero motivi di sicurezza personale e politici: il suo gesto avrebbe screditato il governo e il sovrano. La stessa duchessa di Bovino Antonia de Riseis cercò di convincerlo a tornare a Roma per organizzare una resistenza armata e galvanizzare il morale delle truppe, ma il principe le rispose che in quel momento un tale atto sarebbe parso una ribellione, mentre tutti dovevano collaborare per non indebolire l'autorità sovrana, stringendolesi attorno. Ulteriore tentativo di Umberto di opporsi alle decisioni regie e governative avvenne all'aeroporto di Pescara, nel pomeriggio del 9 settembre, alla presenza di una nutrita parte della comitiva, quando egli espresse il desiderio di tornare a Roma per difendere l'onore di casa Savoia: fu la regina, questa volta, a dirgli "Beppo, tu n'iras pas on va te tuer" cioè "Non andrai Beppo, ti uccideranno".
Nell'intervista del 1979, invece, Umberto II smentì questi fatti:
Per alcuni questa affermazione fu una menzogna, frutto di lealismo dinastico e di insita disciplina familiare, tale da fargli preferire essere accomunato nelle critiche rivolte al padre e a Badoglio piuttosto che, dimostrando a posteriori di essere stato più lungimirante di loro, condannare le scelte paterne.
L'imbarco al molo di Ortona per Brindisi avvenne, sotto l'oscuramento, alle 23:30 e nella calca frenetica dei molti ufficiali e dignitari che volevano salire sulle due navi mandate dal ministro Raffaele de Courten, il principe dovette fendere personalmente la folla, per poter passare assieme ai genitori. A Brindisi il principe prese alloggio nella palazzina dell'ammiragliato, dove ebbe un colloquio con Roatta e il maggiore Ruspoli.

### Luogotenenza

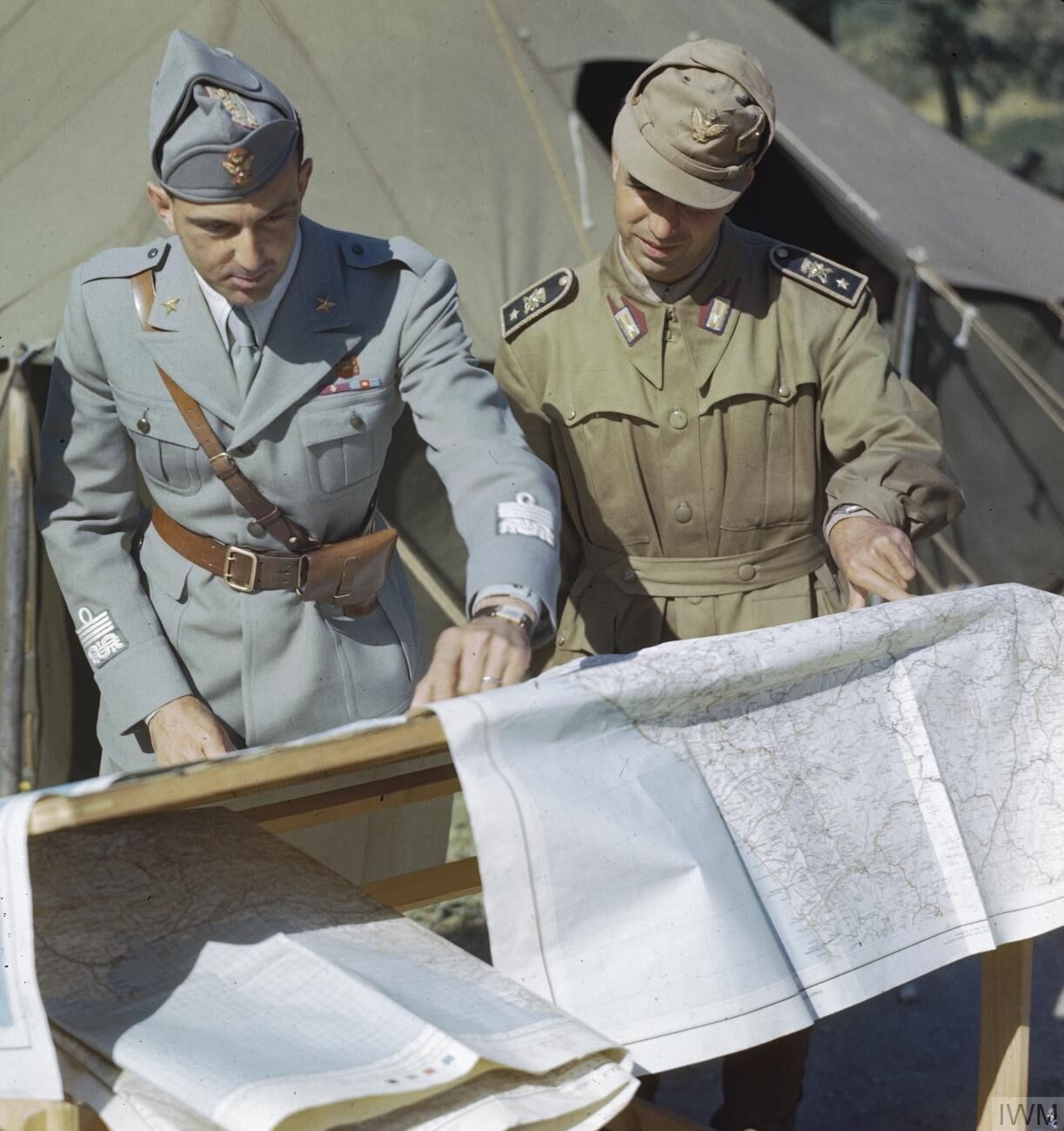
Umberto a Sparanise nel maggio 1944

Nel febbraio 1944 il governo del Sud si era trasferito a Salerno. Il 12 aprile 1944 un radiomessaggio diffondeva la decisione del Sovrano di nominare il figlio Umberto luogotenente a liberazione della Capitale avvenuta. Il 5 giugno 1944, dopo la liberazione di Roma, Vittorio Emanuele III nominò il figlio luogotenente generale del Regno, in base agli accordi tra le varie forze politiche che formavano il Comitato di Liberazione Nazionale, e che prevedevano di «congelare» la questione istituzionale fino al termine del conflitto.
È una data che segna il passaggio dei poteri dal re al figlio Umberto, che così esercitò le prerogative del sovrano dal Quirinale, senza tuttavia possedere la dignità di re, con Vittorio Emanuele che rimase a vita privata a Salerno. Si trattava di un compromesso suggerito dall'ex presidente della Camera Enrico De Nicola, poiché i capi dei partiti antifascisti avrebbero preferito l'abdicazione di Vittorio Emanuele III, la rinuncia al trono da parte di Umberto e la nomina immediata di un reggente civile. Il luogotenente del Regno si guadagnò ben presto la fiducia degli Alleati grazie alla scelta di mantenere la monarchia italiana su posizioni filoccidentali.
Umberto si insediò al Quirinale e su proposta del CLN affidò il 18 giugno l'incarico di formare il nuovo governo a Ivanoe Bonomi, estromettendo, quindi, Badoglio. Umberto firmò su pressione americana il decreto legislativo luogotenenziale 151/1944, che stabiliva che "dopo la liberazione del territorio nazionale le forme istituzionali" sarebbero state "scelte dal popolo italiano, che a tal fine" avrebbe eletto "a suffragio universale, diretto e segreto, un'Assemblea costituente per deliberare la nuova costituzione dello Stato" dando per la prima volta il voto alle donne.
Formò quindi la commissione (Consulta regionale siciliana) per redigere lo statuto autonomo della Sicilia, in conformità con il suo intento di evitare la secessione dell'isola a opera dei movimenti indipendentisti.

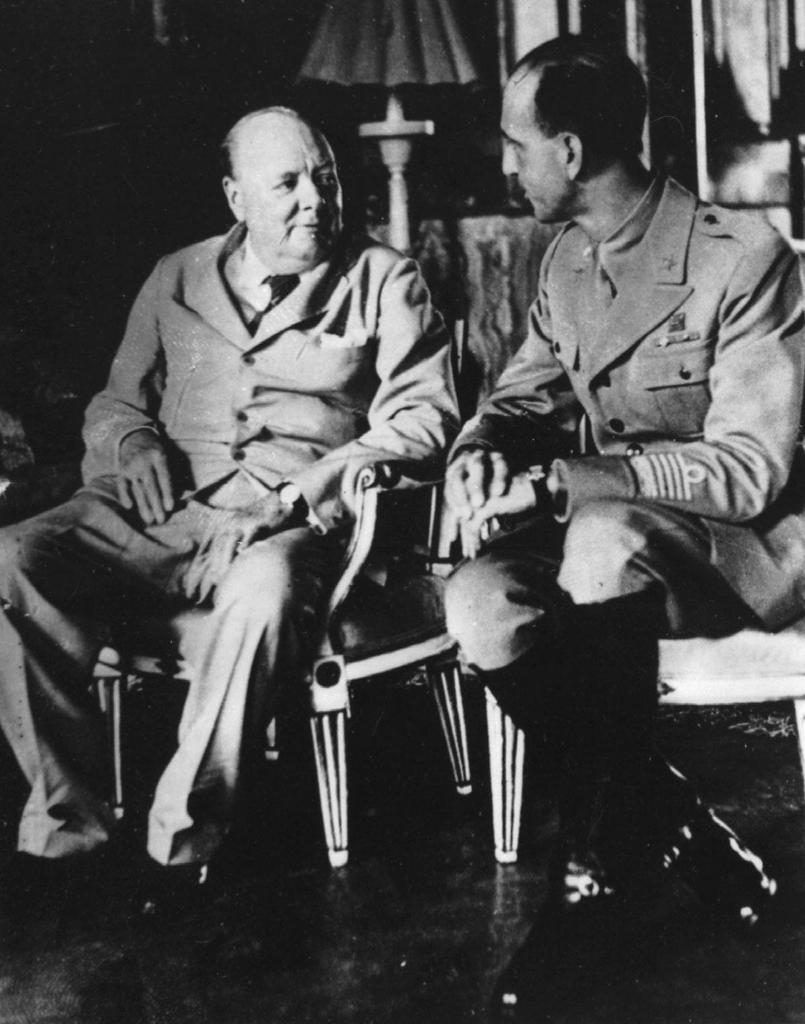
Umberto, luogotenente del Regno, con il Primo ministro britannico Winston Churchill il 22 agosto 1944

Nel 1944 Umberto firmò anche il decreto luogotenenziale del 10 agosto n. 224, che abolì la pena di morte, tranne per alcuni reati in tempo di guerra; fu reintrodotta, con effetto temporaneo, nel maggio 1945 per alcuni gravi reati su iniziativa del governo De Gasperi e abolita definitivamente solo dalla Costituzione repubblicana del 1948. Umberto era difatti contrario alla pena capitale e, nel caso dei condannati per reati della guerra conclusa, avrebbe probabilmente firmato tutte le domande di grazia, salvo forse, alcuni casi di delitti particolarmente efferati; il Ministro di grazia e giustizia Palmiro Togliatti (che poi promulgò l'amnistia) era invece ostile ad accogliere gran parte delle domande.
Alla fine della guerra, Umberto apprese dal dottor Fausto Pecorari la notizia della morte di sua sorella Mafalda, prigioniera dei nazisti e deceduta nel 1944 nel campo di concentramento di Buchenwald per le ferite riportate durante un bombardamento aereo statunitense.
Nel giugno 1945 insediò il Governo Parri, e nel dicembre dello stesso anno il primo governo De Gasperi.
Nel corso dei due anni trascorsi al Quirinale, Umberto fu assecondato da una piccola cerchia di fedelissimi formata più da tecnici che da politici. Il suo consigliere più ascoltato era il ministro della real casa Falcone Lucifero. I margini di azione della corte erano però limitati, anche a causa dell'esiguità dei fondi a disposizione (il luogotenente disponeva solo della metà della "lista civile", il resto spettante al padre). La celebre storia dei cosiddetti "conti di Ciampino" o "conti della scaletta" appare infondata: Umberto II, quando si era recato a Ciampino il 13 giugno 1946, era stato accompagnato da un folto seguito, nel quale si trovavano anche alcune persone che avevano richiesto un titolo nobiliare.
Nella confusione del momento, Umberto II si stava raccomandando con il ministro della real casa Falcone Lucifero di "far bene tutti i conti". Il riferimento era relativo alle spese che erano state sostenute nei giorni precedenti al referendum. Questa sua raccomandazione, però, è stata fraintesa da alcuni storici, che hanno ritenuto invece che, per gratitudine nei confronti di quei fedeli, Umberto II avesse voluto «farli tutti conti».

### Re per abdicazione del padre

Il primo giorno di regno di Umberto II di Savoia

Il 9 maggio 1946, un mese prima dello svolgimento del referendum istituzionale che doveva decidere tra monarchia e repubblica, Vittorio Emanuele III a Napoli abdicò a favore del figlio Umberto. La sera stessa si imbarcò sul Duca degli Abruzzi e in volontario esilio si trasferì in Egitto con la regina Elena, assumendo il titolo di conte di Pollenzo.
Gli esponenti dei partiti di sinistra e i repubblicani denunciarono la violazione della tregua istituzionale negoziata attraverso l'istituto della luogotenenza, che avrebbe dovuto essere mantenuta fino alla risoluzione del nodo istituzionale (anche se il presidente del consiglio Alcide De Gasperi cercò di minimizzare parlando di "fatto interno a casa Savoia"). La speranza di casa Savoia era di far recuperare consensi all'istituto monarchico con l'uscita definitiva di scena del vecchio re e grazie anche alla maggiore popolarità del nuovo sovrano Umberto II. Non vennero effettuate cerimonie formali di successione, in quanto lo stesso statuto albertino prevedeva che all'abdicazione del sovrano seguisse ipso facto la successione come monarca del principe ereditario.
Il 15 maggio 1946 Umberto II promulgò con decreto (Regio Decreto Legislativo 455/1946), approvato dal primo governo De Gasperi, lo statuto della Sicilia, che rese la regione autonoma. Fu la prima volta che in Italia si iniziò a parlare di autonomia regionale nell'ottica del rispetto delle particolarità locali. Il decreto, poi convertito dall'Assemblea Costituente in legge costituzionale 26 febbraio 1948, n. 2, è ancora oggi la norma statutaria speciale della Regione Siciliana.

### Referendum istituzionale

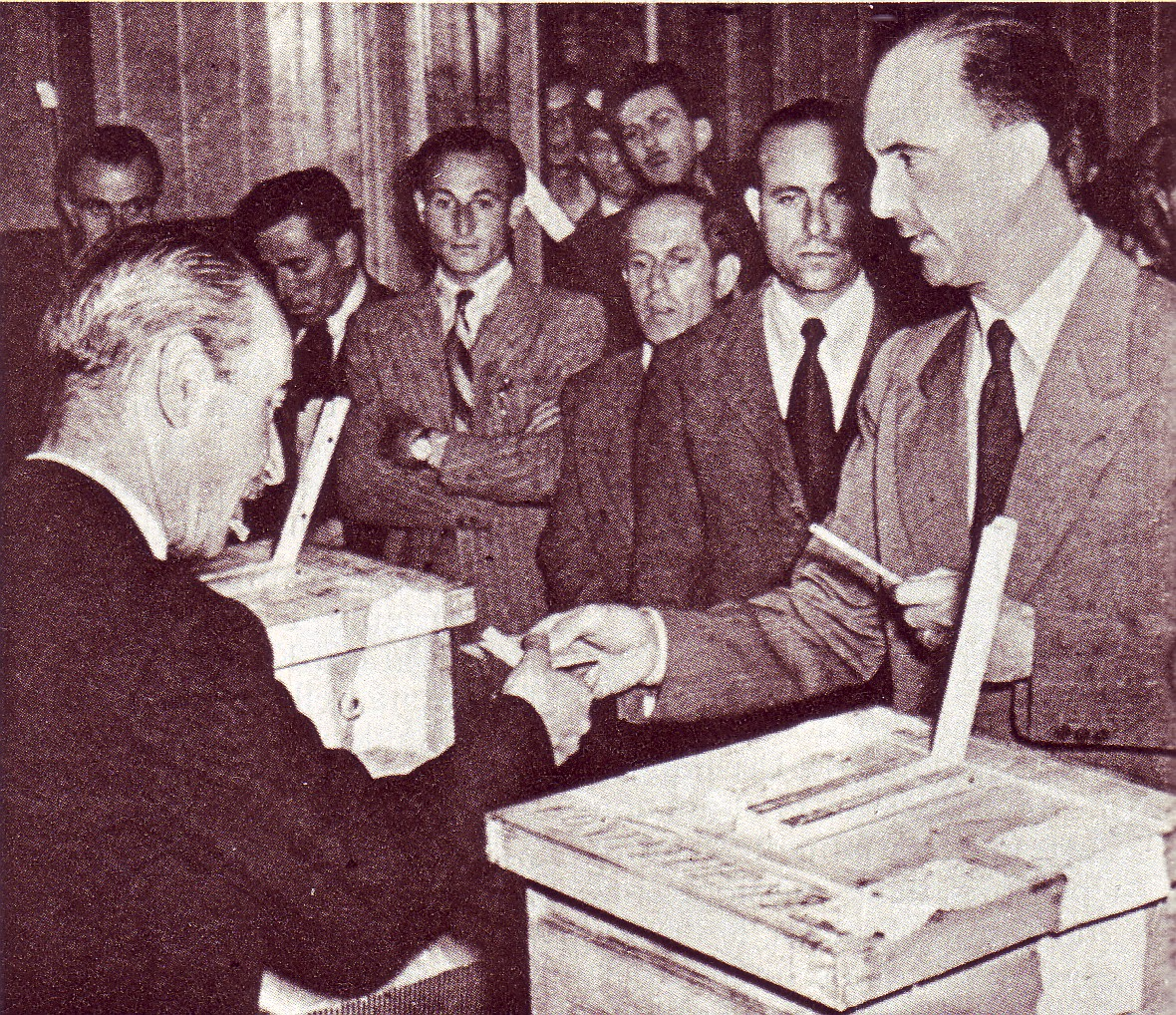
Umberto II si reca a votare il 2 giugno 1946 per il referendum istituzionale

Il 16 marzo 1946 il principe Umberto aveva decretato che la forma istituzionale dello Stato sarebbe stata decisa mediante referendum, contemporaneo alle elezioni per l'Assemblea costituente. Il decreto per l'indizione del referendum recitava, in una sua parte: "... qualora la maggioranza degli elettori votanti si pronunci... " Tale frase sembrava configurare anche la possibilità che nessuna delle due forme istituzionali proposte (monarchia o repubblica) raggiungesse la "maggioranza degli elettori votanti", ossia la somma non soltanto dei voti attribuiti alla monarchia o alla repubblica, ma anche delle schede bianche e delle schede nulle. Assunta la corona, il nuovo re confermò la promessa fatta di rispettare il volere dei cittadini, liberamente espresso, circa la scelta della forma istituzionale.
Durante la campagna referendaria, alcuni esponenti repubblicani fecero riferimento alla presunta omosessualità di Umberto. L'11 maggio 1946, durante un comizio in piazza del Popolo a Roma, il generale Arnaldo Azzi definì il sovrano «re pederasta», suscitando dure polemiche. Il regista Carlo Lizzani testimoniò di aver assistito a un comizio durante il quale il segretario socialista Pietro Nenni avrebbe domandato alla folla: «volete voi un re pederasta?». Negli stessi giorni Randolfo Pacciardi, segretario del Partito Repubblicano Italiano, durante un suo comizio a Siena, ammonì il pubblico sul fatto che «in un regime monarchico il popolo deve subire un re anche se idiota e pederasta».
Nella giornata del 2 giugno e la mattina del 3 giugno 1946 ebbe dunque luogo il referendum per scegliere fra monarchia o repubblica. La maggioranza in favore della soluzione repubblicana fu di circa due milioni dei voti validi, anche se non mancarono tentativi di ricorsi e voci filo-monarchiche di presunti brogli.
Il 10 giugno, alle ore 18:00, nella sala della Lupa a Montecitorio la Corte di cassazione, secondo quanto attestato dai verbali, proclamò i risultati del referendum (e cioè: 12 672 767 voti per la repubblica, e 10 688 905 per la monarchia), rimandando ad altra adunanza il giudizio definitivo su contestazioni, proteste e reclami, il numero complessivo degli elettori votanti e quello dei voti nulli.
La notte del 12 giugno il governo si riunì su convocazione di De Gasperi. De Gasperi aveva ricevuto in giornata una comunicazione scritta dal Quirinale nella quale il re si dichiarava intenzionato a rispettare il responso degli "elettori votanti", come stabilito dal decreto di indizione del referendum, aggiungendo che avrebbe atteso il giudizio definitivo della Corte di cassazione secondo quanto stabilito dalla legge. La lettera, che sollevava la questione del quorum, suscitò le preoccupazioni dei ministri intenzionati alla proclamazione immediata della repubblica (secondo la celebre frase di Pietro Nenni: «o la repubblica o il caos!»), mentre, nello stesso tempo, era necessario far fronte alle crescenti proteste dei monarchici, represse sanguinosamente dagli ausiliari di Romita il giorno prima a Napoli in via Medina, dove 9 manifestanti avevano perso la vita e 150 erano rimasti feriti. Lo stesso 12 giugno una manifestazione monarchica era stata dispersa violentemente.
Il consiglio dei ministri stabilì che, a seguito della proclamazione dei risultati provvisori del 10 giugno, si era creato un regime transitorio e di conseguenza le funzioni di capo provvisorio dello Stato passavano ope legis e con effetto immediato (si era alla mattina del 13) al presidente del consiglio dei ministri, in esecuzione dell'art. 2 del decreto legislativo luogotenenziale 16 marzo 1946, n. 98. Il ministro del tesoro Epicarmo Corbino chiese a De Gasperi se si rendesse conto della responsabilità che si assumeva, dal momento che l'indomani sarebbe potuto apparire come un usurpatore del trono. Da parte monarchica si sostiene che il governo non volle dare il tempo alla suprema corte di ricontrollare le schede elettorali, ricontrollo che avrebbe potuto portare alla luce eventuali brogli.
Lo stesso 13 giugno Umberto reagì diramando un polemico proclama, nel quale parlava di "gesto rivoluzionario" compiuto dal governo.
(Umberto II, proclama agli italiani del 13 giugno 1946)
Messo di fronte all'azione del governo, Umberto II, informato dal generale Maurice Stanley Lush che gli angloamericani non sarebbero intervenuti a difesa del sovrano e della sua incolumità neanche in caso di palese spregio delle leggi e in particolare nel caso di un possibile assalto al Quirinale sostenuto dai seguaci dei ministri repubblicani, volendo evitare qualsiasi possibilità di innesco di guerra civile, cosa che era nell'aria dopo i morti di Napoli, decise di lasciare l'Italia. Il motivo per cui Umberto non volle attendere la seduta della Corte di cassazione fissata per il 18 giugno, prima di partire dall'Italia, non è mai stato ufficialmente chiarito.
La partenza del re dava comunque via libera senza ulteriori intralci all'istituzione della forma repubblicana, dal momento che anche la Corte di cassazione ne confermò la vittoria. Inoltre la corte, con dodici magistrati contro sette e sia pur con il voto contrario del presidente Giuseppe Pagano stabilì che per "maggioranza degli elettori votanti", prevista dalla legge istitutiva del referendum (art. 2 del decreto legislativo luogotenenziale del 16 marzo 1946, n. 98), si dovesse intendere "maggioranza dei voti validi", diversamente da quanto sostenuto dai sostenitori della monarchia. In ogni caso, i voti favorevoli alla Repubblica risultarono di un numero superiore anche della maggioranza degli elettori votanti, e cioè 12 718 641, contro la inferiore somma dei 10 718 502 di voti per la monarchia e 1 498 136 di voti nulli (pari a 12 216 638 voti).

Umberto II si prepara a partire da Ciampino il 13 giugno 1946

Nel 1960 il presidente della Corte di cassazione, Pagano, in un'intervista a Il Tempo di Roma affermò che la legge istitutiva del referendum era di applicazione impossibile, in quanto non lasciava il tempo alla Corte di svolgere i suoi lavori di accertamento, e che ciò fu reso ancor più evidente dal fatto che numerose corti di appello non riuscirono a mandare i verbali alla Cassazione entro la data prevista. Infine, "l'angoscia del governo di far dichiarare la repubblica era stata tale da indurre al "colpo di Stato" prima che la Corte Suprema stabilisse realmente i risultati validi definitivi".

### Esilio
(Umberto II, lettera a Falcone Lucifero scritta dal Portogallo il 17 giugno 1946)

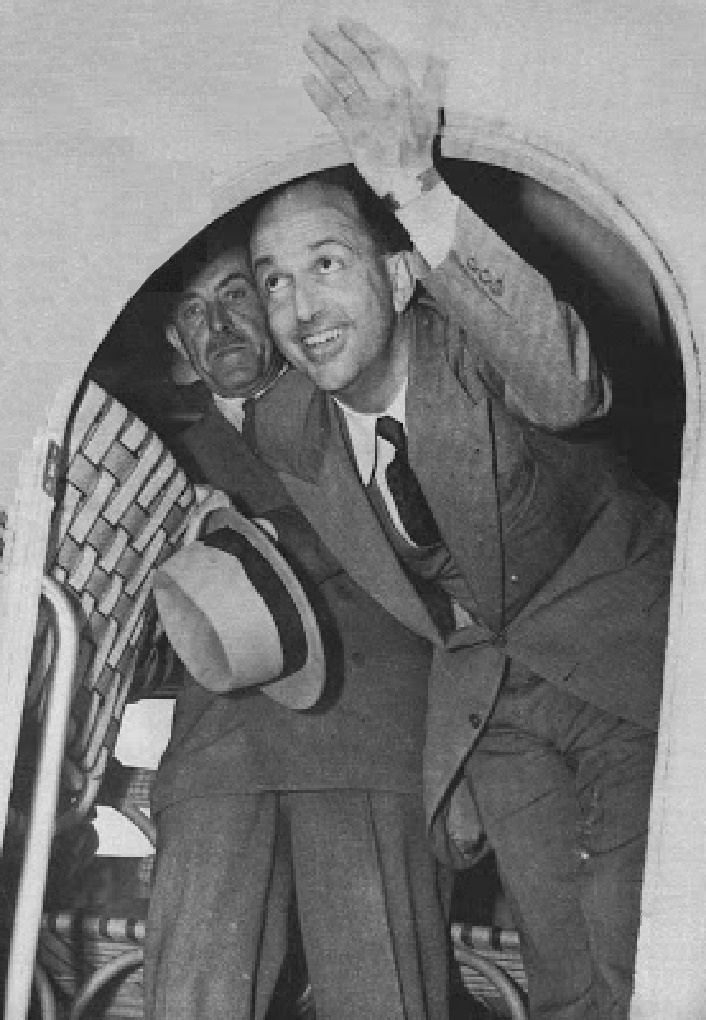
13 giugno 1946, il re Umberto II mentre sale sull'aeroplano che lo condurrà da Ciampino in Portogallo.

Benché da parte filomonarchica gli pervenissero inviti a resistere in quanto si sospettavano brogli elettorali, Umberto II preferì prendere atto del fatto compiuto; l'alternativa poteva essere una guerra civile fra monarchici e repubblicani, cosa che era nell'aria dopo la strage di via Medina a Napoli, ma il Re volle proprio evitare quest'ulteriore tragedia all'Italia, già duramente provata da una guerra disastrosa appena terminata.
Così il 13 giugno, accompagnato dai suoi più stretti collaboratori – il generale Giuliano Cassiani Ingoni, il generale Carlo Graziani e il dottor Aldo Castellani – Umberto II partì in aeroplano da Ciampino dopo aver diramato un proclama dove si parlava, fra l'altro, di un «gesto rivoluzionario» del Consiglio dei Ministri nel consegnare ad Alcide De Gasperi le funzioni di capo provvisorio dello Stato.

Giorni prima, Umberto II, nel considerare la legittimità della monarchia come forma di regime di una nazione nei confronti del risultato referendario, aveva detto: 
(Umberto II)

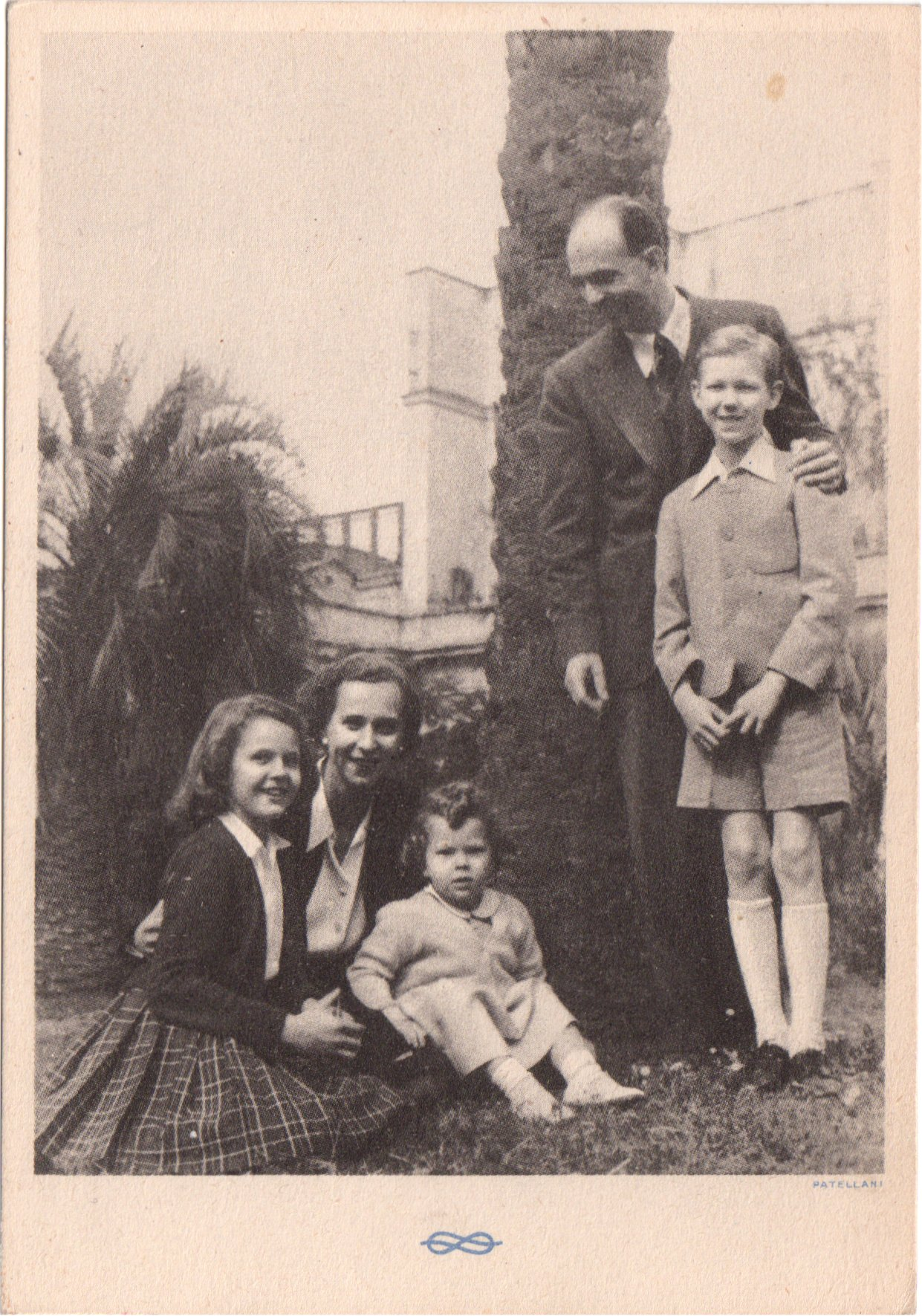
Ritratto di Umberto II con la moglie e i figli

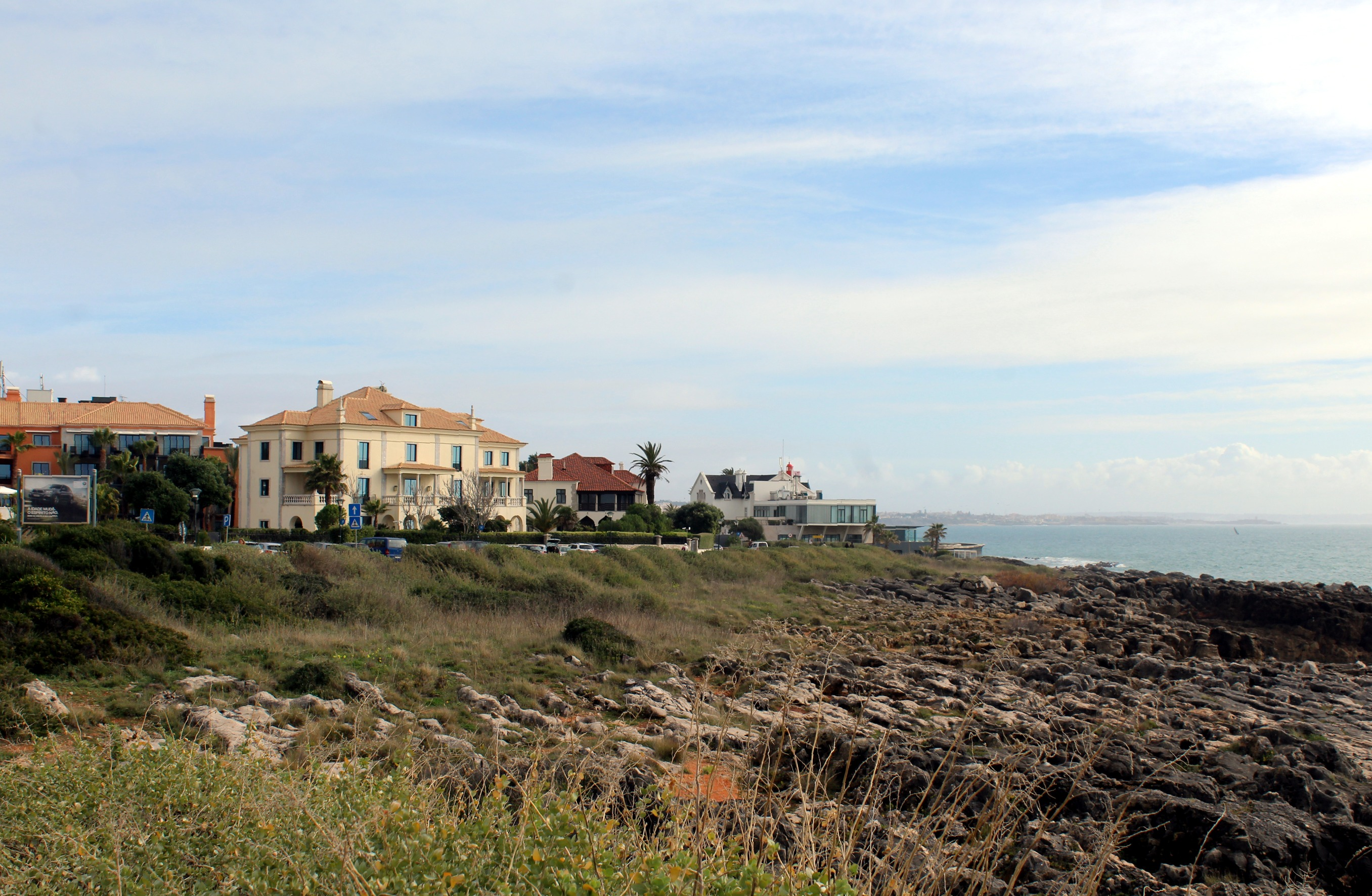
Villa Italia, attualmente riadattata come struttura ricettiva, la Grande Real Villa Itália Hotel & Spa.

Come meta per l'esilio Umberto II scelse il Portogallo (all'epoca sotto dittatura), risiedendo dapprima a Colares, località vicino Sintra, ospite a Villa "Bela Vista" e, in seguito, a Cascais in una residenza accanto alla futura "Villa Italia" in cui si trasferì nel 1961. Le nazioni confinanti l'Italia non l'avrebbero infatti accolto, e il re voleva evitare la Spagna dove il dittatore Francisco Franco, reggente della monarchia, era salito al potere anche grazie all'Italia fascista. In Portogallo, inoltre, era stato in esilio anche il suo trisnonno, il re Carlo Alberto, morto a Porto nel 1849.
Con l'entrata in vigore della Costituzione repubblicana il 1º gennaio 1948 l'esilio di Umberto II di Savoia acquisì forza di legge costituzionale, essendo previsto dal primo capoverso della XIII disposizione finale e transitoria, i cui effetti sarebbero cessati solo nell'ottobre 2002 a seguito di una legge di revisione costituzionale. In numerose interviste Umberto fece trasparire la sua amara sorpresa per l'esilio che gli fu decretato per legge:
(Umberto II, intervista con Edith Wieland)
(Umberto II, intervista a Bruno Gatta)
Umberto II non abdicò e non rinunciò mai ai suoi diritti e continuò sempre a considerarsi un sovrano. In tale veste continuò a concedere titoli nobiliari e a nominare i componenti della Consulta dei senatori del Regno.
Dopo il 1950 Umberto II di Savoia riprese l'esercizio della Regia prerogativa e, da allora, emanò numerosi provvedimenti nobiliari sia di grazia sia di giustizia, i cosiddetti "titoli nobiliari umbertini". I suddetti provvedimenti venivano predisposti a seguito di un'istruttoria svolta dal Segretario del re per l'araldica, nominato da Umberto II, in molti casi con la consulenza degli organi del Corpo della Nobiltà Italiana.
Umberto II godette in vita del trattamento riservato ai Regnanti da varie monarchie europee, dalla Santa Sede e dal Sovrano Militare Ordine di Malta. I titoli nobiliari concessi da Umberto II durante l'esilio sono riconosciuti dal Sovrano Militare Ordine di Malta e dal Corpo della Nobiltà Italiana.
Umberto II, considerandosi sempre sovrano non abdicatario e non colpito da debellatio, con atto del 20 gennaio 1955 invitò i Senatori del Regno a riprendere la loro attività sotto forma consultiva verso la nazione. Si costituì quindi il 5 giugno 1955, con l'approvazione di Umberto II, il "Gruppo dei Senatori del Regno" che si trasformò nel 1965 nella Consulta dei Senatori del Regno.
L'unione con Maria José, già in crisi da lungo tempo, si incrinò definitivamente. L'ex regina lasciò ben presto il Portogallo per trasferirsi a Merlinge, nei pressi di Ginevra, con il piccolo Vittorio Emanuele. Con Umberto rimasero le tre figlie Maria Pia, Maria Gabriella e Maria Beatrice, che sovente furono oggetto di morbose attenzioni da parte della stampa popolare e in qualche caso fonte di ulteriori dispiaceri per il padre. Gli anni successivi furono anche segnati dal conflitto famigliare col figlio Vittorio Emanuele, principalmente per motivi economici e per il contrastato matrimonio di Vittorio Emanuele con Marina Ricolfi Doria, mai approvato da Umberto.
Nel suo esilio quasi quarantennale Umberto II svolse opera di aiuto e sostegno verso gli italiani indiscriminatamente, in occasione di bisogni personali o di eventi drammatici. Si impegnò particolarmente per la causa della Venezia Giulia e dell'Istria, indirizzando numerosi messaggi di vicinanza agli istriani e ai giuliani e criticando il trattato di Osimo.
Tramite suoi rappresentanti fu presente, anche come sponsor, a manifestazioni culturali, patriottiche o sociali. A Cascais ricevette decine di migliaia di italiani in visita e a tutti coloro che gli scrivevano rispondeva. Appassionato collezionista, costituì un'importante collezione di cimeli sabaudi. Scrisse un vastissimo volume sulla medaglistica sabauda.

### Ultimi anni e morte

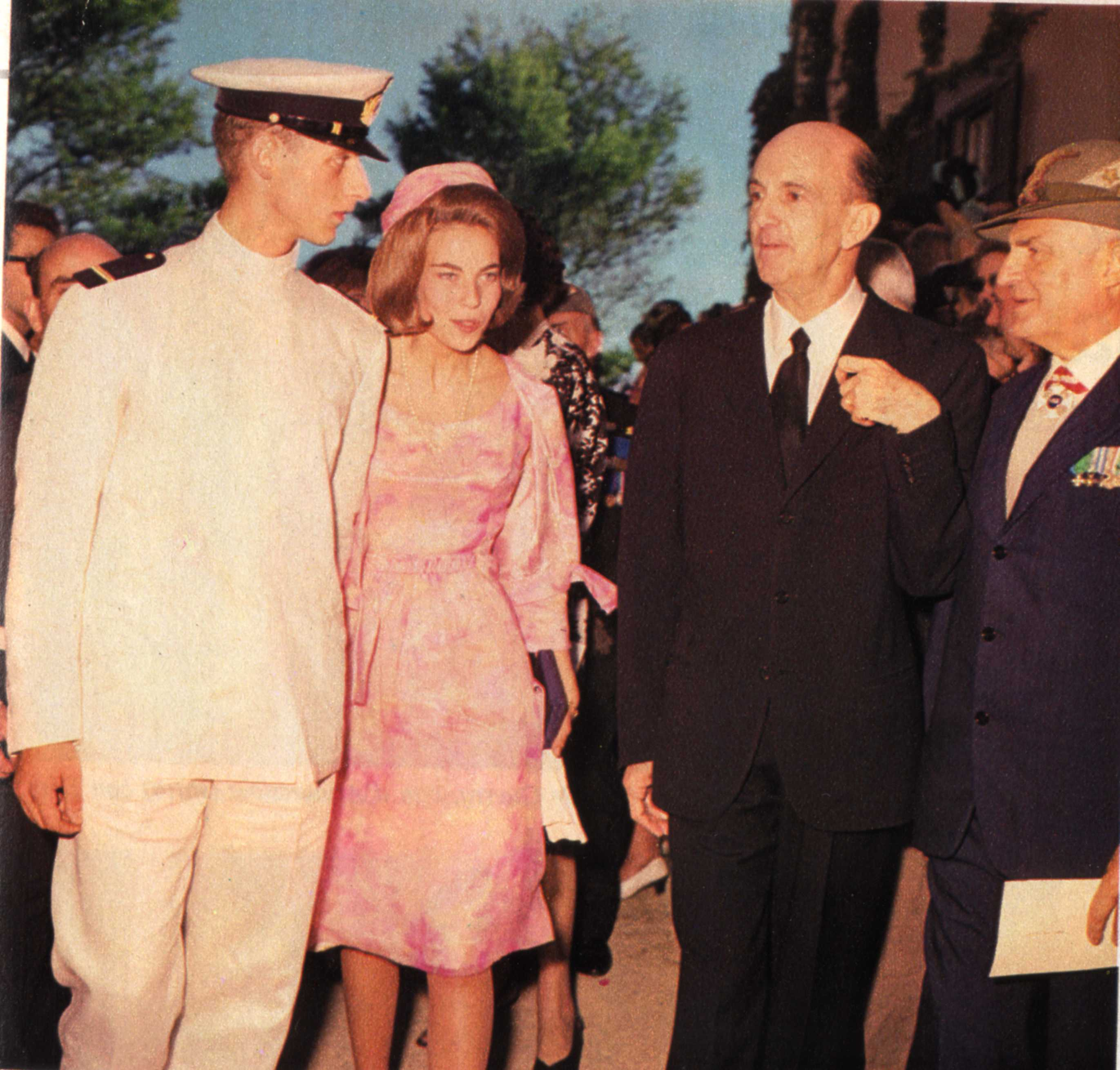
Umberto II di Savoia con Amedeo di Savoia-Aosta e Claudia d'Orléans nel 1964

A partire dal 1964 Umberto II subì una serie di interventi chirurgici piuttosto invasivi, probabilmente dovuti al tumore che, dopo lunghe sofferenze, causò la sua morte a Ginevra, alle 15:45 del 18 marzo 1983, in una clinica dove era stato trasferito pochi giorni prima da Londra, in un estremo quanto inutile tentativo di allungargli la vita. Al momento della fine era solo: un'infermiera, entrando nella stanza, si accorse del suo stato e gli prese la mano negli ultimi istanti di vita, mentre il morente Umberto mormorava la parola "Italia".

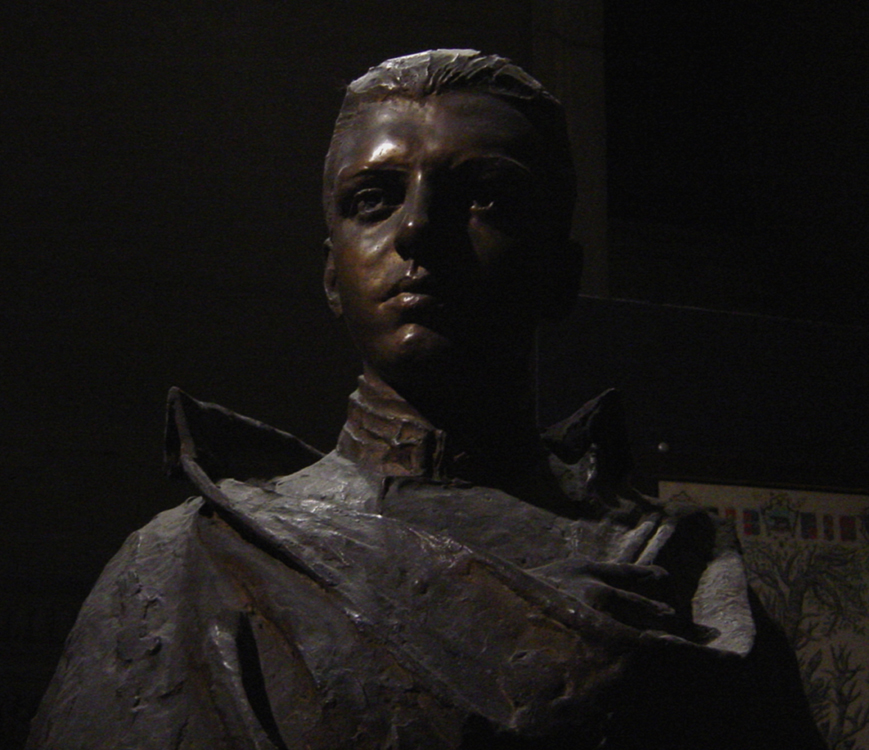
Busto di Umberto II di Savoia sull'Altare della Patria

Nel suo testamento Umberto lasciò al papa la Sindone di Torino, dal 1578 conservata nel duomo torinese a titolo di deposito; la legittimità di tale lascito testamentario è controversa e dibattuta, stante il tenore letterario del terzo comma della XIII disposizione transitoria e finale della Costituzione il quale dispone che i beni presenti in Italia degli ex re di Casa Savoia siano avocati dallo Stato e sancisce la nullità dei trasferimenti avvenuti successivamente alla celebrazione del referendum istituzionale del 2 giugno 1946.
Le spoglie dell'ultimo sovrano d'Italia riposano, per suo espresso volere, nell'abbazia di Altacomba a fianco di quelle del re Carlo Felice, nel dipartimento francese della Savoia dalla quale casa Savoia traeva le sue origini storiche.

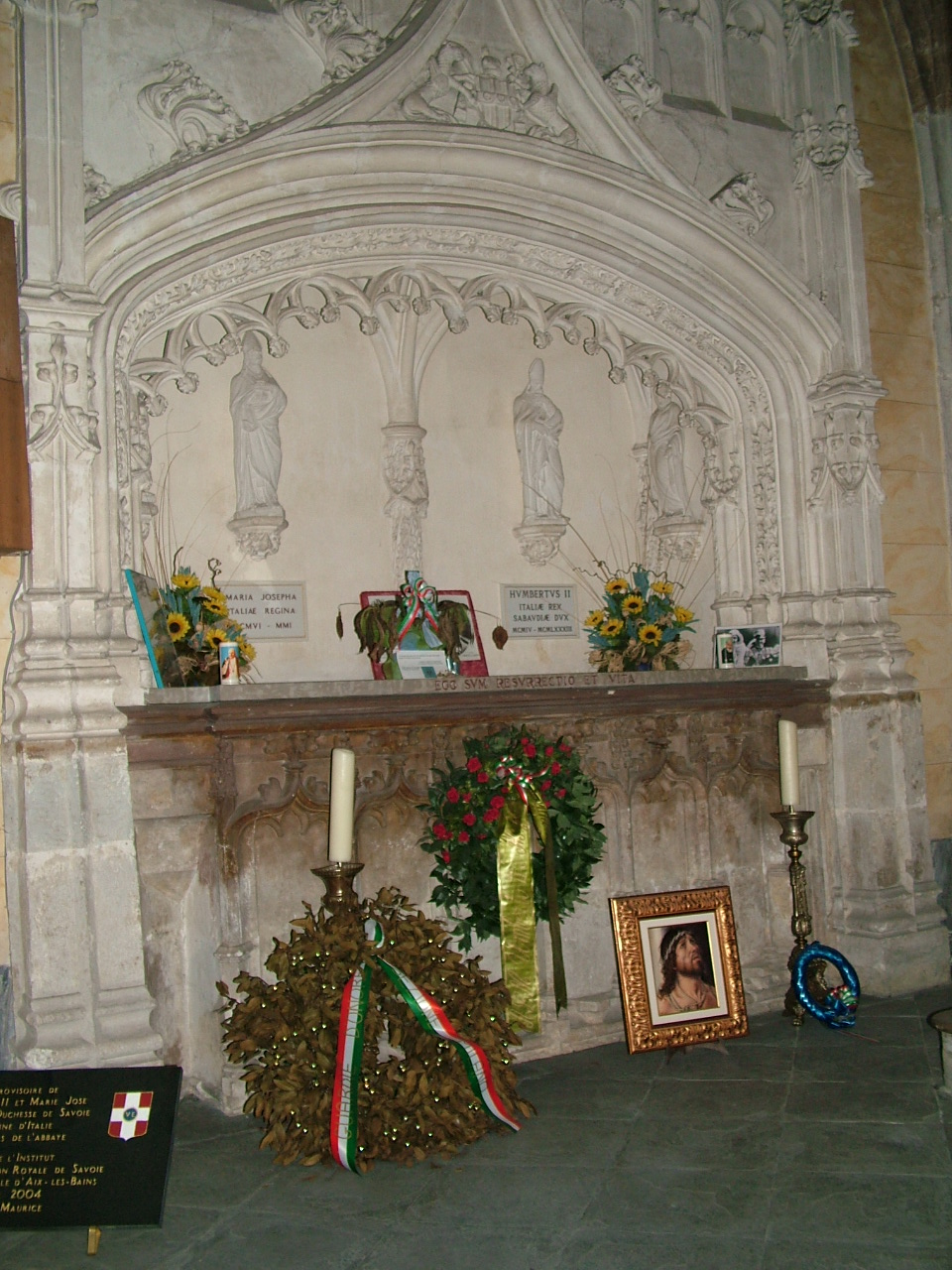
Abbazia di Altacomba: tomba di Umberto II e di Maria José.

Al suo funerale – disertato dalle autorità italiane ad eccezione di Maurizio Moreno, console generale d'Italia a Lione, in rappresentanza del governo – parteciparono diecimila italiani che raggiunsero l'abbazia di Altacomba vicino ad Aix-les-Bains in Savoia. La Rai non trasmise la diretta televisiva. Alle esequie erano presenti, oltre a membri di casa Savoia: Juan Carlos I di Spagna e Sofia di Grecia, Baldovino e Fabiola del Belgio, Giovanni di Lussemburgo e Giuseppina Carlotta del Belgio, il principe Ranieri di Monaco col figlio Alberto, il duca Edoardo di Kent in rappresentanza di Elisabetta II del Regno Unito, i re detronizzati Simeone II di Bulgaria, Michele I di Romania e Costantino II di Grecia, Ottone d'Asburgo-Lorena con il figlio Carlo d'Asburgo-Lorena, Ferdinando di Borbone delle Due Sicilie con il figlio Carlo, Enrico d'Orléans, Carlo Napoleone Bonaparte, Duarte Pio di Braganza del Portogallo e i rappresentanti di altre case già regnanti. La Santa Sede era rappresentata dal nunzio apostolico a Parigi.
I giocatori della Juventus, nella partita del 20 marzo contro il Pisa, portarono il segno del lutto al braccio: questa fu la sola manifestazione di cordoglio, resa pubblicamente in Italia al suo ultimo Re.
Secondo una ricostruzione, Umberto volle che, nella propria bara, fosse riposto il sigillo reale, grosso timbro che si trasmette di generazione in generazione quale simbolo visibile della legittimità della successione dinastica e simbolo del gran maestro degli ordini cavallereschi di casa Savoia; in tal modo, si ritiene che egli avrebbe inteso distinguere i suoi "eredi dinastici" da quelli "civili". Tuttavia il nipote Emanuele Filiberto ha negato questo fatto, affermando che nella bara è stato posto l'anello con lo stemma, mentre il sigillo si trova in un ufficio dei Savoia a Ginevra.
Umberto II è stato, dunque, l'ultimo Capo della Real Casa unanimemente riconosciuto: non avendo indicato espressamente un successore e alla luce dei contrasti con il figlio Vittorio Emanuele circa il suo matrimonio e la sua posizione in seno alla Casa reale, nacque la questione dinastica, ancor oggi irrisolta.

## Dediche e riconoscimenti

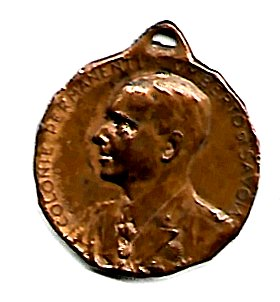
Medaglia raffigurante Umberto II

Il comune portoghese di Cascais, luogo di residenza del suo lungo esilio, ha intitolato a Umberto II il viale che conduce a Villa Italia (l'Avenida Rei Humberto II de Itália) e gli ha dedicato una sala del museo locale. Dopo anni di abbandono, dal 2014 Villa Italia, la dépendance e il suo terreno circostante sono stati acquistati da un gruppo immobiliare giapponese che, dopo un attento restauro, ha trasformato l'edificio in un lussuoso albergo con parco e piscina. Per poter continuare a chiamare la struttura "Villa Italia" è stato chiesto un consenso formale alla famiglia Savoia e anche al ramo collaterale degli Aosta, poiché la residenza di Amedeo d'Aosta e della sua famiglia a Castiglion Fibocchi, in provincia di Arezzo, reca il medesimo nome. Sulla struttura è stata apposta una lapide che ricorda il soggiorno del sovrano.
Il comune di Roma gli ha intitolato un largo nel 2012. Il comune di Tuscania ha intitolato a Umberto II i giardini pubblici dove si trova un suo busto in bronzo. Anche a Racconigi, dove nacque, è stato posto un busto in marmo di Umberto II.

## Nella cultura di massa
- Umberto è il protagonista di un racconto di Giovannino Guareschi, intitolato ironicamente Colpo di stato, pubblicato sul settimanale Candido nel febbraio 1952 e ripubblicato nel 1997 in Mondo Candido 1951-1953[174] Numerose vignette sul Candido furono dedicate a Umberto II da Guareschi, fervente monarchico, che ricevette anche una decorazione dal re in esilio.
- Prima di imbarcarsi dal Portogallo per un viaggio negli Stati Uniti nel 1953, Anna Magnani volle andare a trovare con Renzo Avanzo l'ex sovrano Umberto nella sua residenza in esilio a Cascais. L'attrice romana (che aveva votato a favore della monarchia al referendum del 1946) e il sovrano si erano conosciuti durante la proiezione di Roma città aperta al Quirinale. Nella residenza portoghese i due si scambiarono saluti e abbracci e Magnani confidò a Umberto, forse scherzando, di volersi ritirare dalle scene, mentre il re la omaggiò per farla desistere[175][176].
- La figura di Umberto II è rappresentata nella puntata sul referendum istituzionale Il 2 giugno nella miniserie televisiva del 1971 Nascita della Repubblica di Vittorio De Sica.
- Umberto è stato interpretato dall'attore Marcello Di Falco (poi Marcella Di Folco) nel film del 1973 Amarcord di Fellini, mentre si incontra in camera d'albergo con la Gradisca.
- L'ultimo re d'Italia è il dedicatario di una poesia in romanesco di Aldo Fabrizi, intitolata A Umberto nel 1979.[177]
- Umberto viene intervistato nel documentario Il piccolo re di Nicola Caracciolo del 1979.
- Compare nel film del 1995 Io e il re, regia di Lucio Gaudino e interpretato da Marzio Honorato.
- Il personaggio di Umberto II è presente nel film per la televisione del 2002 Maria José - L'ultima regina.
- Il principe ereditario Umberto è interpretato da Flavio Parenti nella serie tv del 2024 La lunga notte - La caduta del Duce.

## Ascendenza
|                                 |                       |                             | Genitori                             |  |  | Nonni |  |  | Bisnonni                       |  |  | Trisnonni               |  |
|                                 |                       |                             |                                      |  |  |       |  |  | Vittorio Emanuele II di Savoia |  |  | Carlo Alberto di Savoia |  |
|                                 |                       |                             |                                      |  |  |       |  |  | Vittorio Emanuele II di Savoia |  |  | Carlo Alberto di Savoia |  |
|                                 |                       | Maria Teresa di Toscana     |                                      |  |  |       |  |  | Vittorio Emanuele II di Savoia |  |  |                         |  |
| Umberto I di Savoia             |                       |                             |                                      |  |  |       |  |  | Vittorio Emanuele II di Savoia |  |  |                         |  |
|                                 |                       | Maria Adelaide d'Austria    | Ranieri Giuseppe d'Asburgo-Lorena    |  |  |       |  |  |                                |  |  |                         |  |
|                                 |                       | Maria Adelaide d'Austria    | Ranieri Giuseppe d'Asburgo-Lorena    |  |  |       |  |  |                                |  |  |                         |  |
|                                 |                       | Maria Adelaide d'Austria    | Maria Elisabetta di Savoia-Carignano |  |  |       |  |  |                                |  |  |                         |  |
| Vittorio Emanuele III di Savoia |                       | Maria Adelaide d'Austria    |                                      |  |  |       |  |  |                                |  |  |                         |  |
|                                 |                       | Ferdinando di Savoia-Genova | Carlo Alberto di Savoia              |  |  |       |  |  |                                |  |  |                         |  |
|                                 |                       | Ferdinando di Savoia-Genova | Carlo Alberto di Savoia              |  |  |       |  |  |                                |  |  |                         |  |
|                                 |                       | Ferdinando di Savoia-Genova | Maria Teresa di Toscana              |  |  |       |  |  |                                |  |  |                         |  |
| Margherita di Savoia            |                       | Ferdinando di Savoia-Genova |                                      |  |  |       |  |  |                                |  |  |                         |  |
|                                 |                       | Elisabetta di Sassonia      | Giovanni I di Sassonia               |  |  |       |  |  |                                |  |  |                         |  |
|                                 |                       | Elisabetta di Sassonia      | Giovanni I di Sassonia               |  |  |       |  |  |                                |  |  |                         |  |
|                                 |                       | Elisabetta di Sassonia      | Amalia Augusta di Baviera            |  |  |       |  |  |                                |  |  |                         |  |
| Umberto II di Savoia            |                       | Elisabetta di Sassonia      |                                      |  |  |       |  |  |                                |  |  |                         |  |
|                                 | Mirko Petrović-Njegoš | Stanko Petrović-Njegoš      |                                      |  |  |       |  |  |                                |  |  |                         |  |
|                                 | Mirko Petrović-Njegoš | Stanko Petrović-Njegoš      |                                      |  |  |       |  |  |                                |  |  |                         |  |
|                                 | Mirko Petrović-Njegoš | Krstinja Vrbica             |                                      |  |  |       |  |  |                                |  |  |                         |  |
| Nicola I del Montenegro         | Mirko Petrović-Njegoš |                             |                                      |  |  |       |  |  |                                |  |  |                         |  |
|                                 |                       | Anastasija Martinović       | Drago Martinović                     |  |  |       |  |  |                                |  |  |                         |  |
|                                 |                       | Anastasija Martinović       | Drago Martinović                     |  |  |       |  |  |                                |  |  |                         |  |
|                                 |                       | Anastasija Martinović       | Stana Martinović                     |  |  |       |  |  |                                |  |  |                         |  |
| Elena del Montenegro            |                       | Anastasija Martinović       |                                      |  |  |       |  |  |                                |  |  |                         |  |
|                                 |                       | Petar Šćepanov Vukotić      | Stevan Perkov Vukotić                |  |  |       |  |  |                                |  |  |                         |  |
|                                 |                       | Petar Šćepanov Vukotić      | Stevan Perkov Vukotić                |  |  |       |  |  |                                |  |  |                         |  |
|                                 |                       | Petar Šćepanov Vukotić      | Stana Milić                          |  |  |       |  |  |                                |  |  |                         |  |
| Milena Vukotić                  |                       | Petar Šćepanov Vukotić      |                                      |  |  |       |  |  |                                |  |  |                         |  |
|                                 |                       | Jelena Vojvodić             | Tadija Vojvodić                      |  |  |       |  |  |                                |  |  |                         |  |
|                                 |                       | Jelena Vojvodić             | Tadija Vojvodić                      |  |  |       |  |  |                                |  |  |                         |  |
|                                 |                       | Jelena Vojvodić             | Milica Pavičević                     |  |  |       |  |  |                                |  |  |                         |  |
|                                 |                       | Jelena Vojvodić             |                                      |  |  |       |  |  |                                |  |  |                         |  |

### Ascendenza patrilineare
1. Umberto I, conte di Savoia, circa 980-1047
2. Oddone, conte di Savoia, 1023-1057
3. Amedeo II, conte di Savoia, 1046-1080
4. Umberto II, conte di Savoia, 1065-1103
5. Amedeo III, conte di Savoia, 1087-1148
6. Umberto III, conte di Savoia, 1136-1189
7. Tommaso I, conte di Savoia, 1177-1233
8. Tommaso II, conte di Savoia, 1199-1259
9. Amedeo V, conte di Savoia, 1249-1323
10. Aimone, conte di Savoia, 1291-1343
11. Amedeo VI, conte di Savoia, 1334-1383
12. Amedeo VII, conte di Savoia, 1360-1391
13. Amedeo VIII (Antipapa Felice V), principe di Piemonte, 1383-1451
14. Ludovico, principe di Piemonte, 1413-1465
15. Filippo II, principe di Piemonte, 1443-1497
16. Carlo II, principe di Piemonte, 1486-1553
17. Emanuele Filiberto, principe di Piemonte, 1528-1580
18. Carlo Emanuele I, principe di Piemonte, 1562-1630
19. Tommaso Francesco, principe di Carignano, 1596-1656
20. Emanuele Filiberto, principe di Carignano, 1628-1709
21. Vittorio Amedeo I, principe di Carignano, 1690-1741
22. Luigi Vittorio, principe di Carignano, 1721-1778
23. Vittorio Amedeo II, principe di Carignano, 1743-1780
24. Carlo Emanuele, principe di Carignano, 1770-1800
25. Carlo Alberto, re di Sardegna, 1798-1849
26. Vittorio Emanuele II, re d'Italia, 1820-1878
27. Umberto I, re d'Italia, 1844-1900
28. Vittorio Emanuele III, re d'Italia, 1869-1947
29. Umberto II, re d'Italia, 1904-1983

## Titoli
Sua Maestà Umberto II
1. Re d'Italia,
2. Re di Sardegna,
3. Re di Cipro, di Gerusalemme e di Armenia,
4. Duca di Savoia,
5. Principe di Carignano,
6. Principe di Piemonte,
7. Principe di Oneglia,
8. Principe di Poirino,
9. Principe di Trino,
10. Principe e vicario perpetuo del Sacro Romano Impero,
11. Principe di Carmagnola,
12. Principe di Montmélian con Arbin e Francin,
13. Principe balì del Ducato di Aosta,
14. Principe di Chieri,
15. Principe di Dronero,
16. Principe di Crescentino,
17. Principe di Riva di Chieri e Banna,
18. Principe di Busca,
19. Principe di Bene,
20. Principe di Bra,
21. Duca di Genova,
22. Duca di Monferrato,
23. Duca d'Aosta,
24. Duca del Chiablese,
25. Duca del Genevese,
26. Duca di Brescia,
27. Duca di Piacenza,
28. Duca di Carignano Ivoy,
29. Marchese di Ivrea,
30. Marchese di Saluzzo,
31. Marchese di Susa,
32. Marchese di Ceva,
33. Marchese del Maro,
34. Marchese di Oristano,
35. Marchese di Cesana,
36. Marchese di Savona,
37. Marchese di Tarantasia,
38. Marchese di Borgomanero e Cureggio,
39. Marchese di Caselle,
40. Marchese di Rivoli,
41. Marchese di Pianezza,
42. Marchese di Govone,
43. Marchese di Salussola,
44. Marchese di Racconigi, con Tegerone, Migliabruna e Motturone,
45. Marchese di Cavallermaggiore,
46. Marchese di Marene,
47. Marchese di Modane e di Lanslebourg,
48. Marchese di Livorno Ferraris,
49. Marchese di Santhià,
50. Marchese di Agliè,
51. Marchese di Barge,
52. Marchese di Centallo e Demonte,
53. Marchese di Desana,
54. Marchese di Ghemme,
55. Marchese di Vigone,
56. Marchese di Villafranca,
57. Conte di Moriana,
58. Conte di Ginevra,
59. Conte di Nizza,
60. Conte di Tenda,
61. Conte di Romont,
62. Conte di Asti,
63. Conte di Alessandria,
64. Conte del Goceano,
65. Conte di Novara,
66. Conte di Tortona,
67. Conte di Bobbio,
68. Conte di Sarre,
69. Conte di Soissons,
70. Conte dell'Impero Francese,
71. Conte di Sant'Antioco,
72. Conte di Pollenzo,
73. Conte di Roccabruna,
74. Conte di Tricerro,
75. Conte di Bairo,
76. Conte di Ozegna,
77. Conte delle Apertole,
78. Barone di Vaud e del Faucigny,
79. Alto signore di Monaco e di Mentone,
80. Signore di Vercelli,
81. Signore di Pinerolo,
82. Signore della Lomellina e Valle Sesia,
83. Nobil homo, patrizio veneto,
84. Patrizio di Ferrara,
85. Custode della Sacra Sindone.

Umberto II era il personaggio più titolato al mondo; seguivano, a gran distanza, la spagnola Duchessa d'Alba con 45 titoli nobiliari, la regina Elisabetta II del Regno Unito con 41 titoli, tre grandi famiglie napoletane con 36 titoli e Ranieri di Monaco con 24 titoli.

## Onorificenze

Stemma di Re Umberto II d'Italia come cavaliere dell'Ordine del Toson d'oro e dell'Ordine di Carlo III